# Eleição das subsedes da Copa do Mundo FIFA de 2014
A eleição das sub-sedes da Copa do Mundo FIFA de 2014 foi feita após a escolha do Brasil como país-sede da Copa de 2014 entre as cidades brasileiras (e seus estádios) candidatas a acolher os jogos da competição. Assim, 22 cidades brasileiras se candidataram para receber os jogos da Copa (as capitais Belém, Belo Horizonte, Brasília, Campo Grande, Cuiabá, Curitiba, Florianópolis, Fortaleza, Goiânia, João Pessoa, Maceió, Manaus, Natal, Porto Alegre, Recife/Olinda (candidatura conjunta), Rio Branco, Rio de Janeiro, Salvador, São Paulo, Teresina, além da cidade de Campinas no interior do estado de São Paulo). Após feito um laudo de diagnóstico nessas 22 cidades, três candidatas foram eliminadas: João Pessoa, Teresina e Campinas, restando então dezoito cidades para sediar as partidas da copa no Brasil. Em janeiro de 2009, a cidade de Maceió desistiu, restando dezessete cidades. Inicialmente havia a candidatura conjunta de Recife com Olinda, mas o projeto do estádio foi modificado e a localização transferida para São Lourenço da Mata, com a candidatura passando a ser designada apenas como de Recife. A FIFA limita o número de cidades-sedes entre oito e dez, entretanto a organização cedeu aos pedidos da CBF e concedeu permissão para que se utilizem doze sedes no mundial. 
Dentre as dezessete cidades postulantes à Copa, destacou-se na avaliação preliminar da FIFA em setembro a apresentação da cidade de São Paulo (Morumbi), uma das cidades candidatas para a abertura do torneio, junto com Belo Horizonte (Mineirão) e Brasília (Mané Garrincha). Contudo, diante do fato de São Paulo não ter um estádio definido, Salvador lançou-se na disputa para abrigar o jogo de abertura do evento.
Apesar das críticas internas feitas ao projeto da cidade do Rio de Janeiro, é consenso que a cidade deve sediar a final, tornando o Maracanã, o segundo estádio do mundo a receber duas finais de copas, após o Estádio Azteca, na Cidade do México. Durante os meses de janeiro e fevereiro de 2009, uma comissão da FIFA visitou todas as cidades candidatas. A divulgação da lista com as cidades escolhidas seria anunciada em 20 de março de 2009, porém a Fifa só fez o anúncio em 31 de maio de 2009.
No dia 31 de maio de 2009, foram anunciadas as sedes oficiais da copa do mundo. A lista anunciou as doze cidades listadas abaixo, ficando de fora as candidaturas de Belém, Cuiabá, Florianópolis, Goiânia e Rio Branco No dia 16 de junho de 2010, o Morumbi foi excluído do projeto pois o Comitê da Cidade de São Paulo não entregou as garantias financeiras referentes ao projeto do estádio ao Comitê Organizador Local da Copa.

## Sedes
| Rio de Janeiro, RJ                | Brasília, DF | São Paulo, SP | Belo Horizonte, MG                 |
| --------------------------------- | --- | --- | ---------------------------------- |
| Estádio do Maracanã               | Estádio Nacional | Arena Corinthians | Estádio Mineirão                   |
| 22° 54′ 43,8″ S, 43° 13′ 48,59″ O | 15° 47′ 00,6″ S, 47° 53′ 56,99″ O                                                                                    | 23° 32′ 43,91″ S, 46° 28′ 24,14″ O                                                                                   | 19° 51′ 57″ S, 43° 58′ 15″ O       |
| Capacidade: 74 738 (reformado)    | Capacidade: 69 349 (novo)                                                                                            | Capacidade: 62 601 (novo)                                                                                            | Capacidade: 58 170 (reformado)     |
|                                   | | |                                    |
| Fortaleza, CE                     | Belo Horizonte Brasília Fortaleza Porto Alegre São Paulo Rio de Janeiro Salvador Natal Cuiabá Curitiba Manaus Recife | Belo Horizonte Brasília Fortaleza Porto Alegre São Paulo Rio de Janeiro Salvador Natal Cuiabá Curitiba Manaus Recife | Porto Alegre, RS                   |
| Estádio Castelão                  | Belo Horizonte Brasília Fortaleza Porto Alegre São Paulo Rio de Janeiro Salvador Natal Cuiabá Curitiba Manaus Recife | Belo Horizonte Brasília Fortaleza Porto Alegre São Paulo Rio de Janeiro Salvador Natal Cuiabá Curitiba Manaus Recife | Estádio Beira-Rio                  |
| 3° 48′ 26,16″ S, 38° 31′ 20,93″ O | Belo Horizonte Brasília Fortaleza Porto Alegre São Paulo Rio de Janeiro Salvador Natal Cuiabá Curitiba Manaus Recife | Belo Horizonte Brasília Fortaleza Porto Alegre São Paulo Rio de Janeiro Salvador Natal Cuiabá Curitiba Manaus Recife | 30° 03′ 56,21″ S, 51° 14′ 09,91″ O |
| Capacidade: 60 342 (reformado)    | Belo Horizonte Brasília Fortaleza Porto Alegre São Paulo Rio de Janeiro Salvador Natal Cuiabá Curitiba Manaus Recife | Belo Horizonte Brasília Fortaleza Porto Alegre São Paulo Rio de Janeiro Salvador Natal Cuiabá Curitiba Manaus Recife | Capacidade: 43 394 (reformado)     |
|                                   | Belo Horizonte Brasília Fortaleza Porto Alegre São Paulo Rio de Janeiro Salvador Natal Cuiabá Curitiba Manaus Recife | Belo Horizonte Brasília Fortaleza Porto Alegre São Paulo Rio de Janeiro Salvador Natal Cuiabá Curitiba Manaus Recife |                                    |
| Salvador, BA                      | Belo Horizonte Brasília Fortaleza Porto Alegre São Paulo Rio de Janeiro Salvador Natal Cuiabá Curitiba Manaus Recife | Belo Horizonte Brasília Fortaleza Porto Alegre São Paulo Rio de Janeiro Salvador Natal Cuiabá Curitiba Manaus Recife | Recife, PE                         |
| Arena Fonte Nova                  | Belo Horizonte Brasília Fortaleza Porto Alegre São Paulo Rio de Janeiro Salvador Natal Cuiabá Curitiba Manaus Recife | Belo Horizonte Brasília Fortaleza Porto Alegre São Paulo Rio de Janeiro Salvador Natal Cuiabá Curitiba Manaus Recife | Arena Pernambuco                   |
| 12° 58′ 43″ S, 38° 30′ 15″ O      | Belo Horizonte Brasília Fortaleza Porto Alegre São Paulo Rio de Janeiro Salvador Natal Cuiabá Curitiba Manaus Recife | Belo Horizonte Brasília Fortaleza Porto Alegre São Paulo Rio de Janeiro Salvador Natal Cuiabá Curitiba Manaus Recife | 8° 02′ 24″ S, 35° 00′ 29″ O        |
| Capacidade: 51 900 (novo)         | Belo Horizonte Brasília Fortaleza Porto Alegre São Paulo Rio de Janeiro Salvador Natal Cuiabá Curitiba Manaus Recife | Belo Horizonte Brasília Fortaleza Porto Alegre São Paulo Rio de Janeiro Salvador Natal Cuiabá Curitiba Manaus Recife | Capacidade: 42 610 (novo)          |
|                                   | Belo Horizonte Brasília Fortaleza Porto Alegre São Paulo Rio de Janeiro Salvador Natal Cuiabá Curitiba Manaus Recife | Belo Horizonte Brasília Fortaleza Porto Alegre São Paulo Rio de Janeiro Salvador Natal Cuiabá Curitiba Manaus Recife |                                    |
| Cuiabá, MT                        | Curitiba, PR | Natal, RN | Manaus, AM                         |
| Arena Pantanal                    | Arena da Baixada | Arena das Dunas | Arena Amazônia                     |
| 15° 36′ 11″ S, 56° 07′ 14″ O      | 25° 26′ 54″ S, 49° 16′ 37″ O                                                                                         | 5° 49′ 44,18″ S, 35° 12′ 49,91″ O                                                                                    | 3° 04′ 59″ S, 60° 01′ 41″ O        |
| Capacidade: 41 112 (novo)         | Capacidade: 39 631 (reformado)                                                                                       | Capacidade: 39 971 (novo)                                                                                            | Capacidade: 40 549 (novo)          |
|                                   | | |                                    |

### Sedes de treinamento
Em 31 de janeiro de 2014 a FIFA e o Comitê Organizador Local divulgaram os locais de treinamento das 32 seleções participantes.
| Equipe               | Centro de Treinamento                        | Estado            |                | Equipe                                                | Centro de Treinamento | Estado |
| -------------------- | -------------------------------------------- | ----------------- | -------------- | ----------------------------------------------------- | --------------------- | ------ |
| Alemanha             | Resort Camp Bahia, Santa Cruz Cabrália       | Bahia             | Estados Unidos | CT da Barra Funda, São Paulo                          | São Paulo             |        |
| Argélia              | CT do Atlético de Sorocaba, Sorocaba         | São Paulo         | França         | Estádio Santa Cruz, Ribeirão Preto                    | São Paulo             |        |
| Argentina            | Cidade do Galo, Vespasiano                   | Minas Gerais      | Gana           | Estádio Rei Pelé, Maceió                              | Alagoas               |        |
| Austrália            | Estádio Kleber Andrade, Cariacica            | Espírito Santo    | Grécia         | Estádio Lourival Baptista, Aracaju                    | Sergipe               |        |
| Bélgica              | Paradise Golf & Lake Resort Mogi das Cruzes  | São Paulo         | Honduras       | Academia Traffic, Porto Feliz                         | São Paulo             |        |
| Bósnia e Herzegovina | Estádio Municipal Antônio Fernandes, Guarujá | São Paulo         | Inglaterra     | Escola de Educação Física do Exército, Rio de Janeiro | Rio de Janeiro        |        |
| Brasil               | Granja Comary Teresópolis                    | Rio de Janeiro    | Irã            | CT do Corinthians, Guarulhos                          | São Paulo             |        |
| Camarões             | Estádio Kleber Andrade, Cariacica            | Espírito Santo    | Itália         | Resort Portobello, Mangaratiba                        | Rio de Janeiro        |        |
| Chile                | Toca da Raposa, Belo Horizonte               | Minas Gerais      | Japão          | Spa Sport Resort, Itu                                 | São Paulo             |        |
| Colômbia             | CT de Cotia, Cotia                           | São Paulo         | México         | CT Rei Pelé, Santos                                   | São Paulo             |        |
| Coreia do Sul        | Estádio Pedro Basso, Foz do Iguaçu           | Paraná            | Nigéria        | Estádio Brinco de Ouro Campinas                       | São Paulo             |        |
| Costa do Marfim      | Oscar Inn Eco Resort, Águas de Lindóia       | São Paulo         | Países Baixos  | Estádio da Gávea, Rio de Janeiro                      | Rio de Janeiro        |        |
| Costa Rica           | Vila Belmiro, Santos                         | São Paulo         | Portugal       | Estádio Moises Lucarelli Campinas                     | São Paulo             |        |
| Croácia              | Tivoli Eco Resort, Mata de São João          | Bahia             | Rússia         | Estádio Novelli Júnior, Itu                           | São Paulo             |        |
| Equador              | Hotel VIla Ventura, Viamão                   | Rio Grande do Sul | Suíça          | Latorre Resort, Porto Seguro                          | Bahia                 |        |
| Espanha              | CT do Caju, Curitiba                         | Paraná            | Uruguai        | Arena do Jacaré, Sete Lagoas                          | Minas Gerais          |        |

#### Algumas sedes de treinamento

Agnaldo Bento dos Santos Porto Seguro
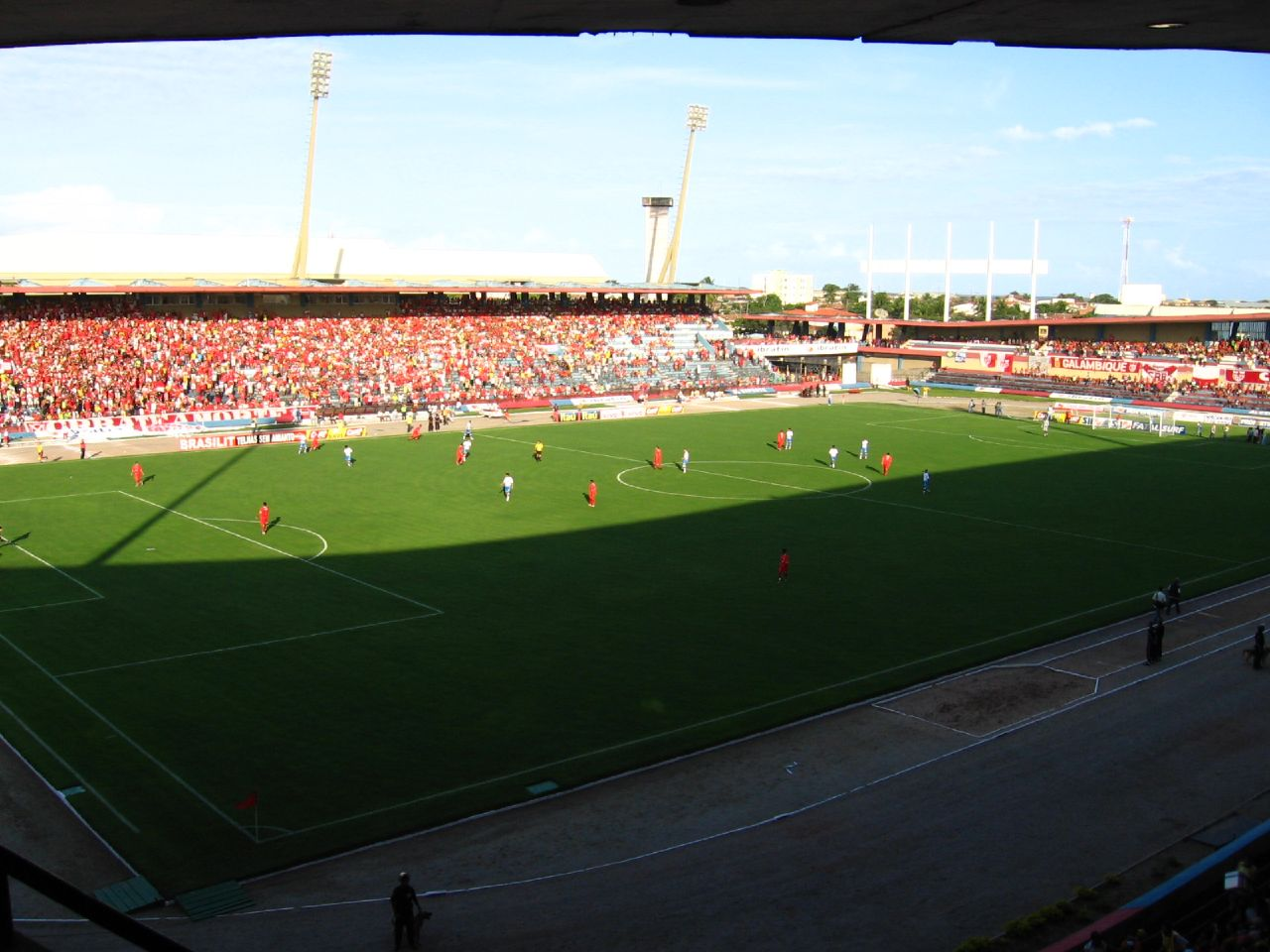
Rei Pelé Maceió
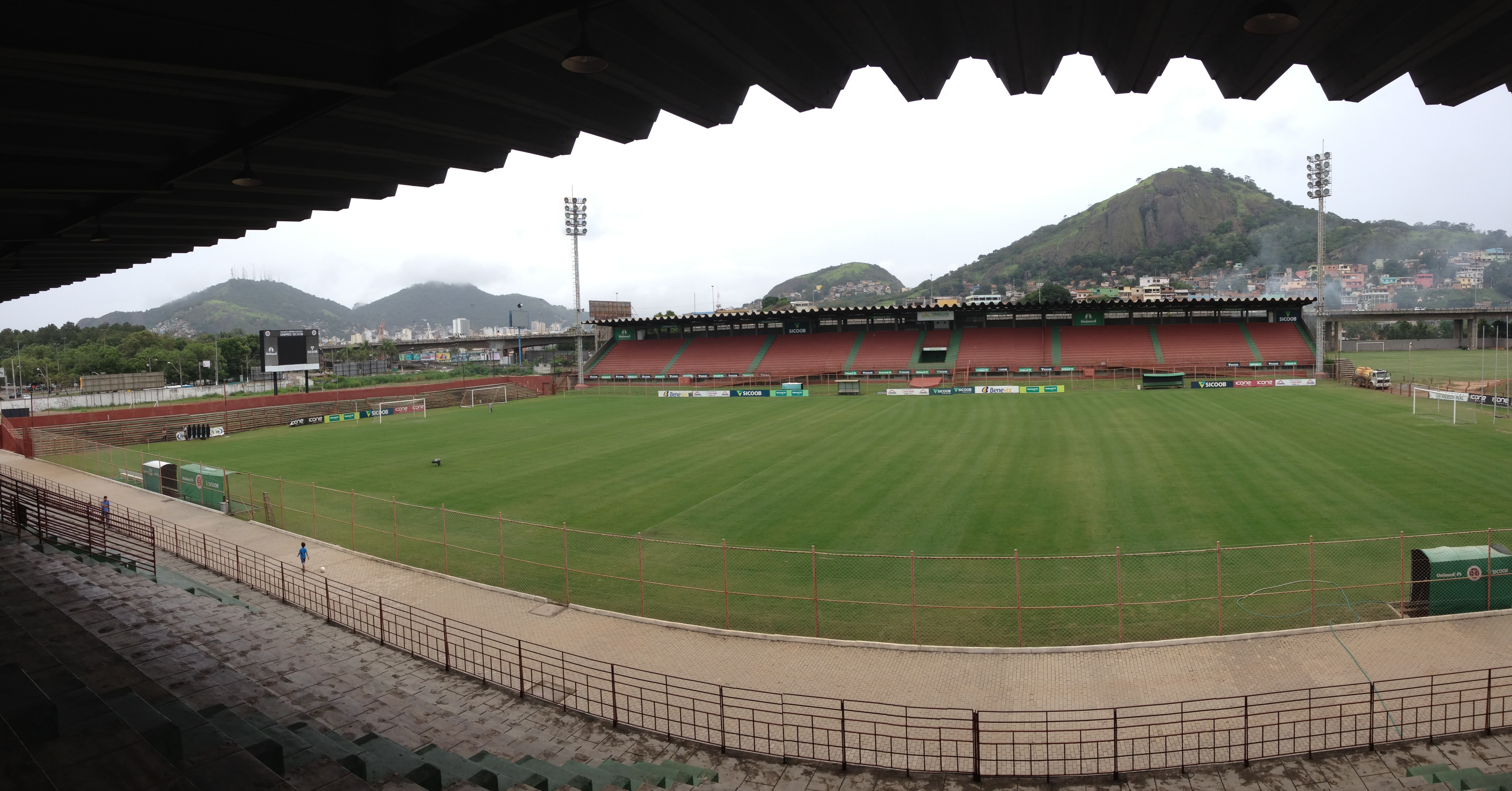
Engenheiro Alencar Araripe Cariacica
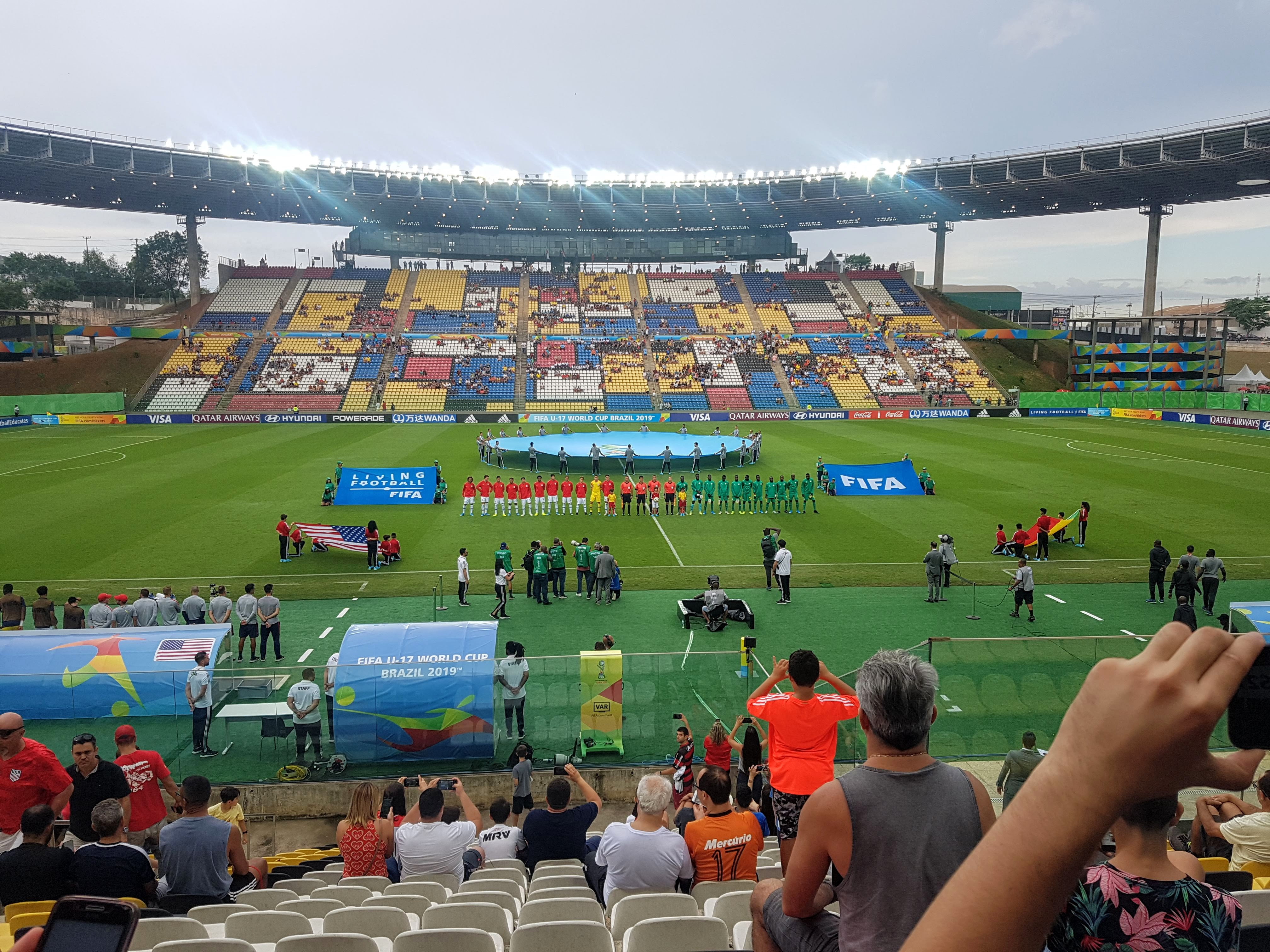
Kléber Andrade Cariacica
Arena do Jacaré Sete Lagoas
CT Atlético Mineiro  Vespasiano
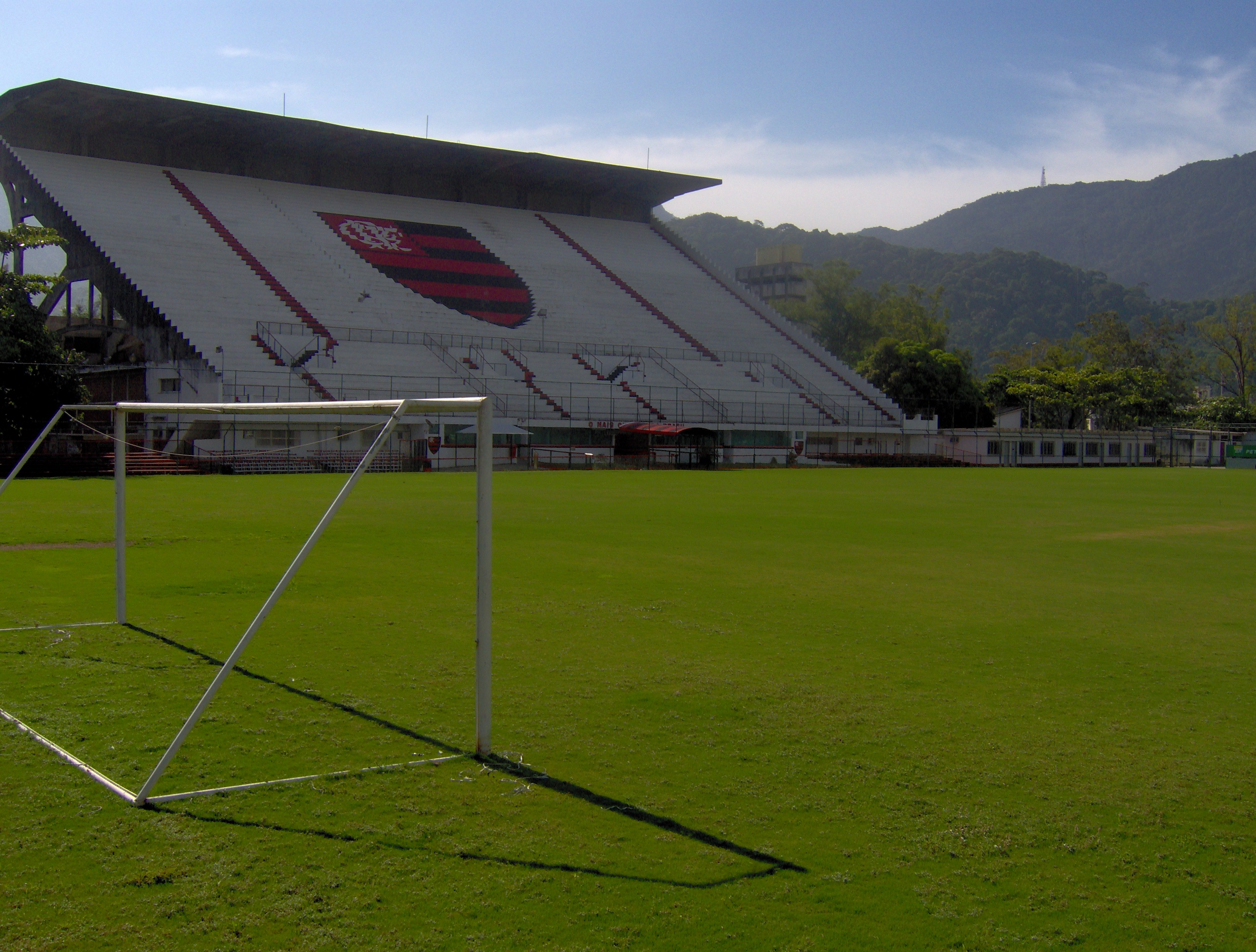
Gávea Rio de Janeiro
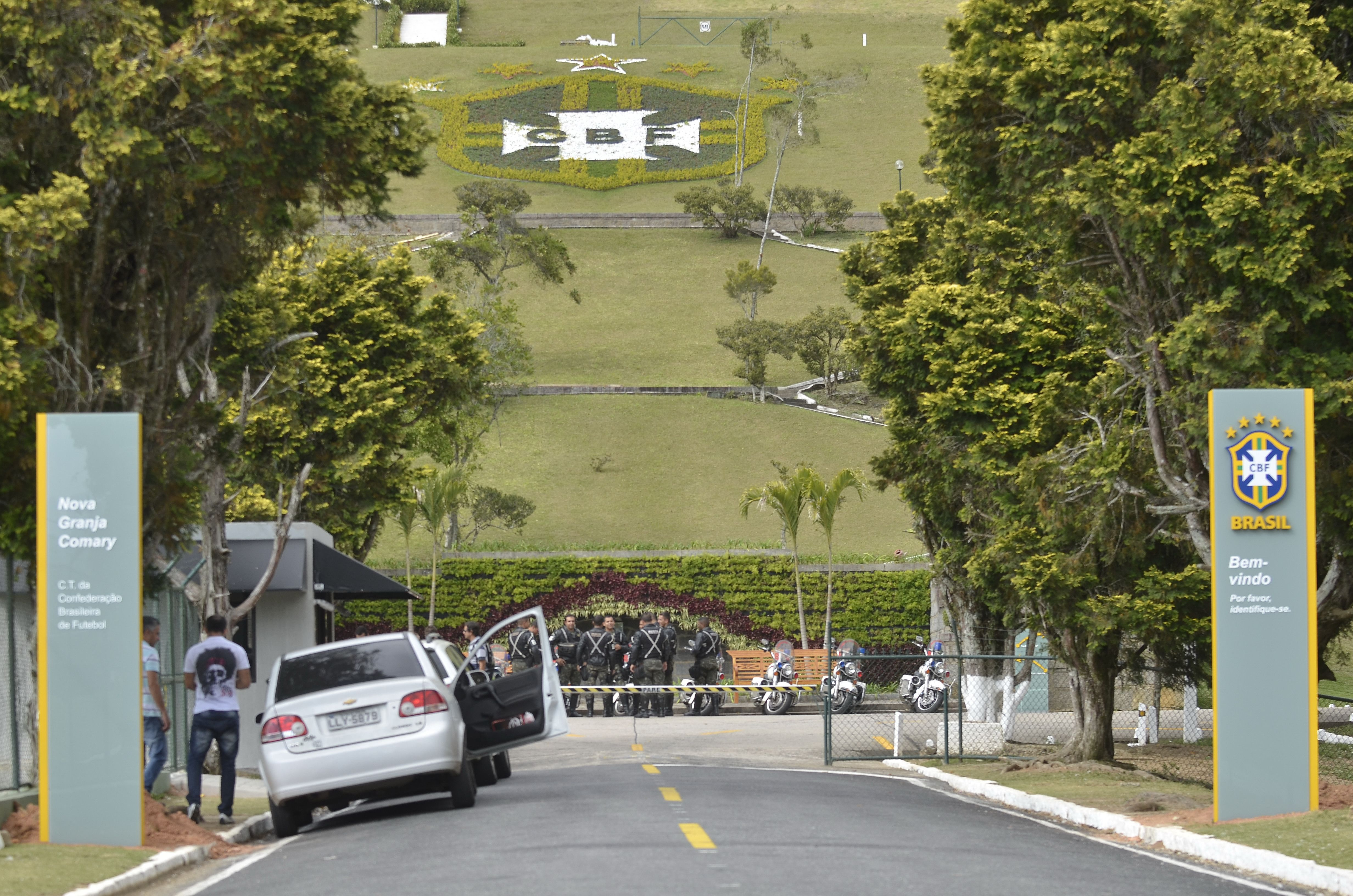
Granja Comary Teresópolis
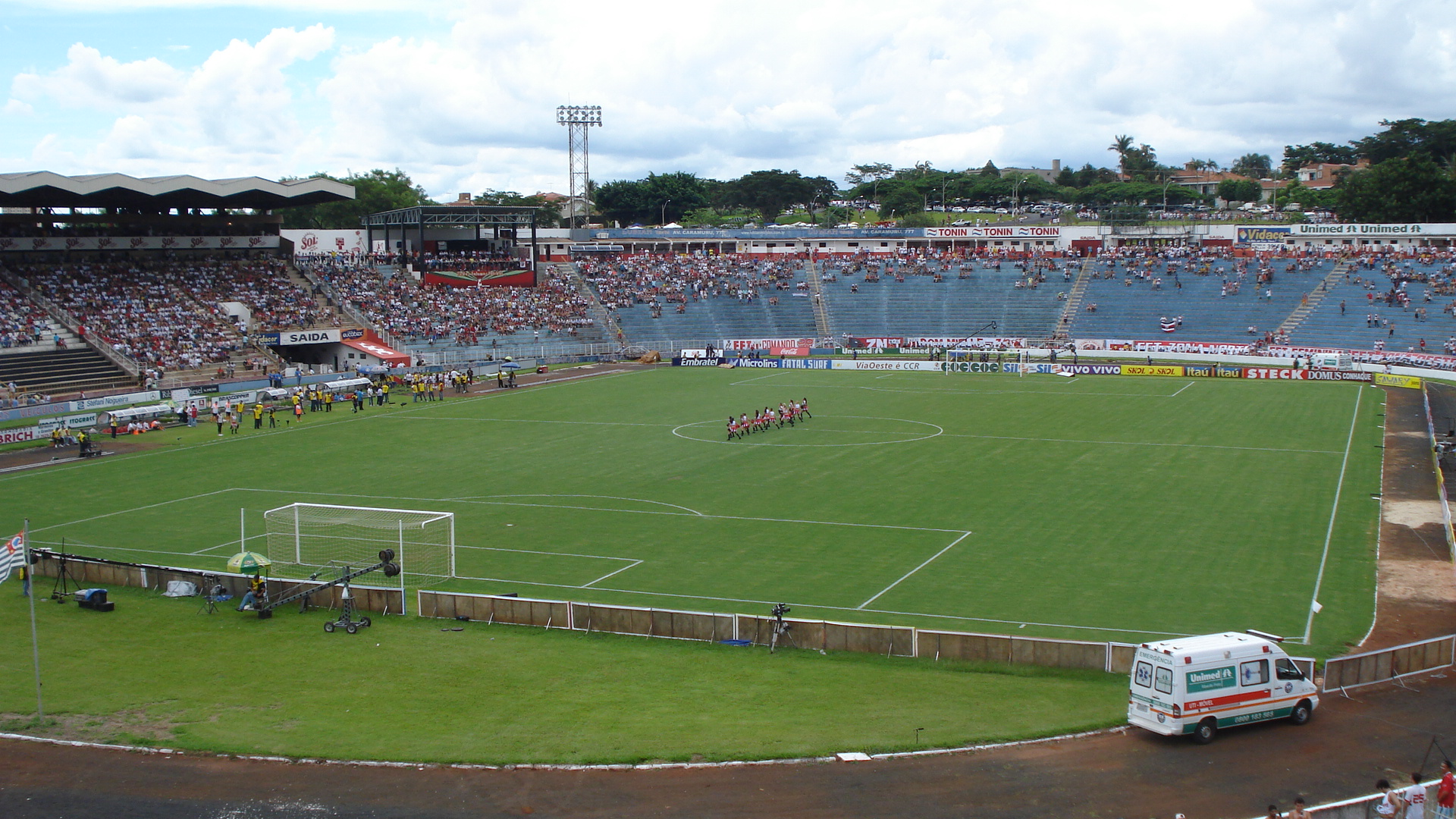
Santa Cruz Ribeirão Preto)
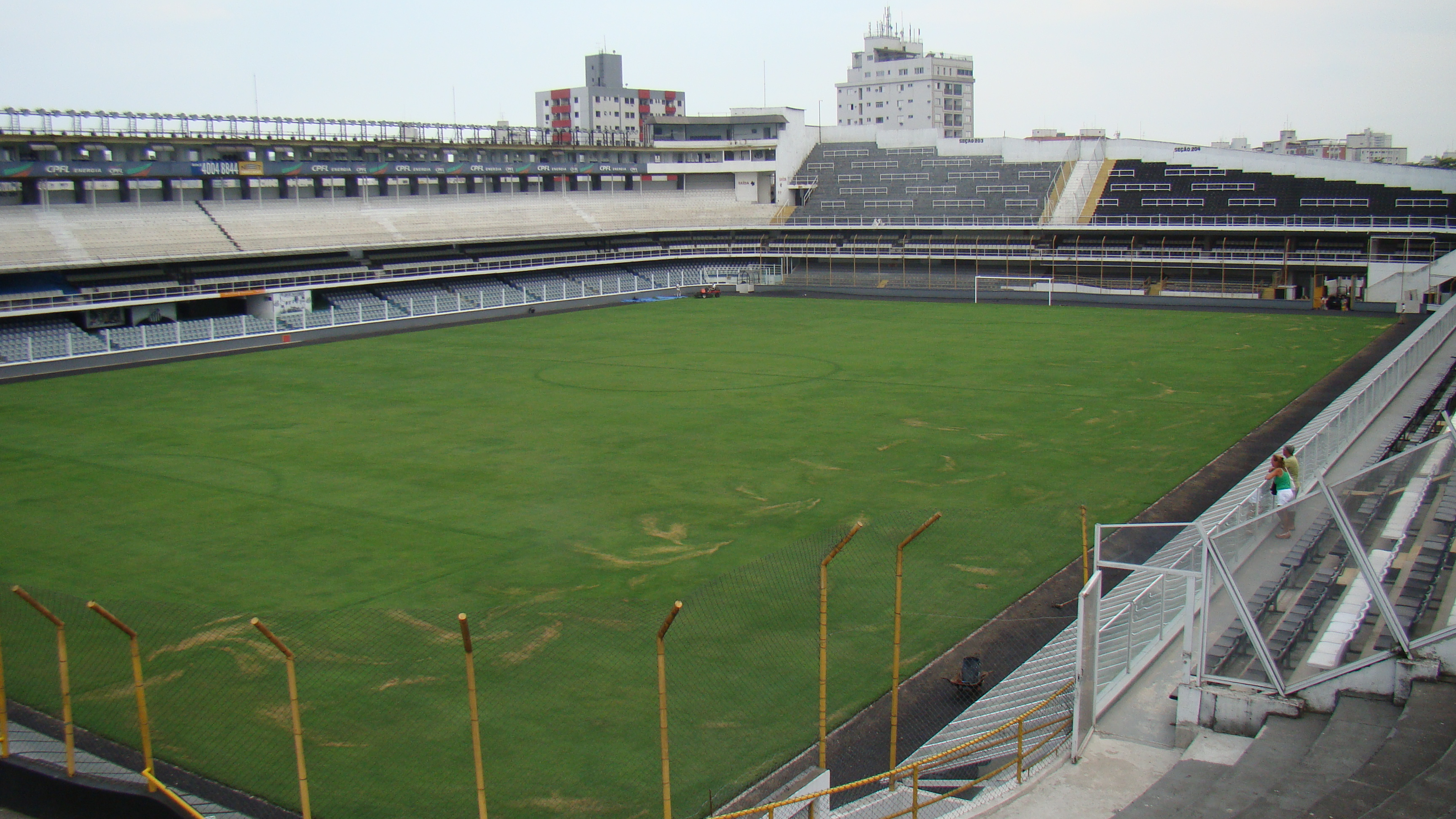
Vila Belmiro Santos
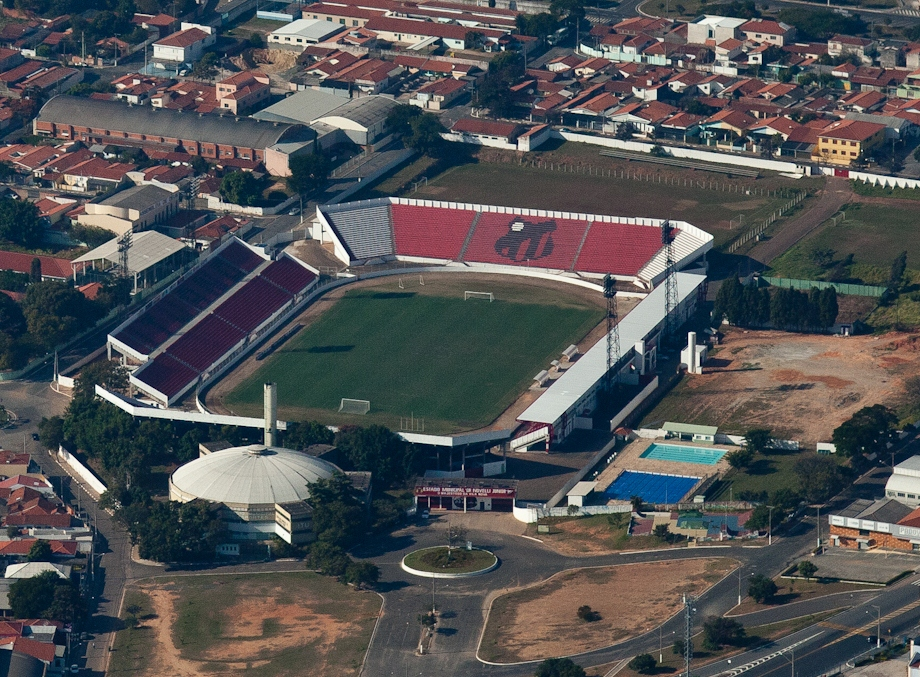
Novelli Júnior Itu
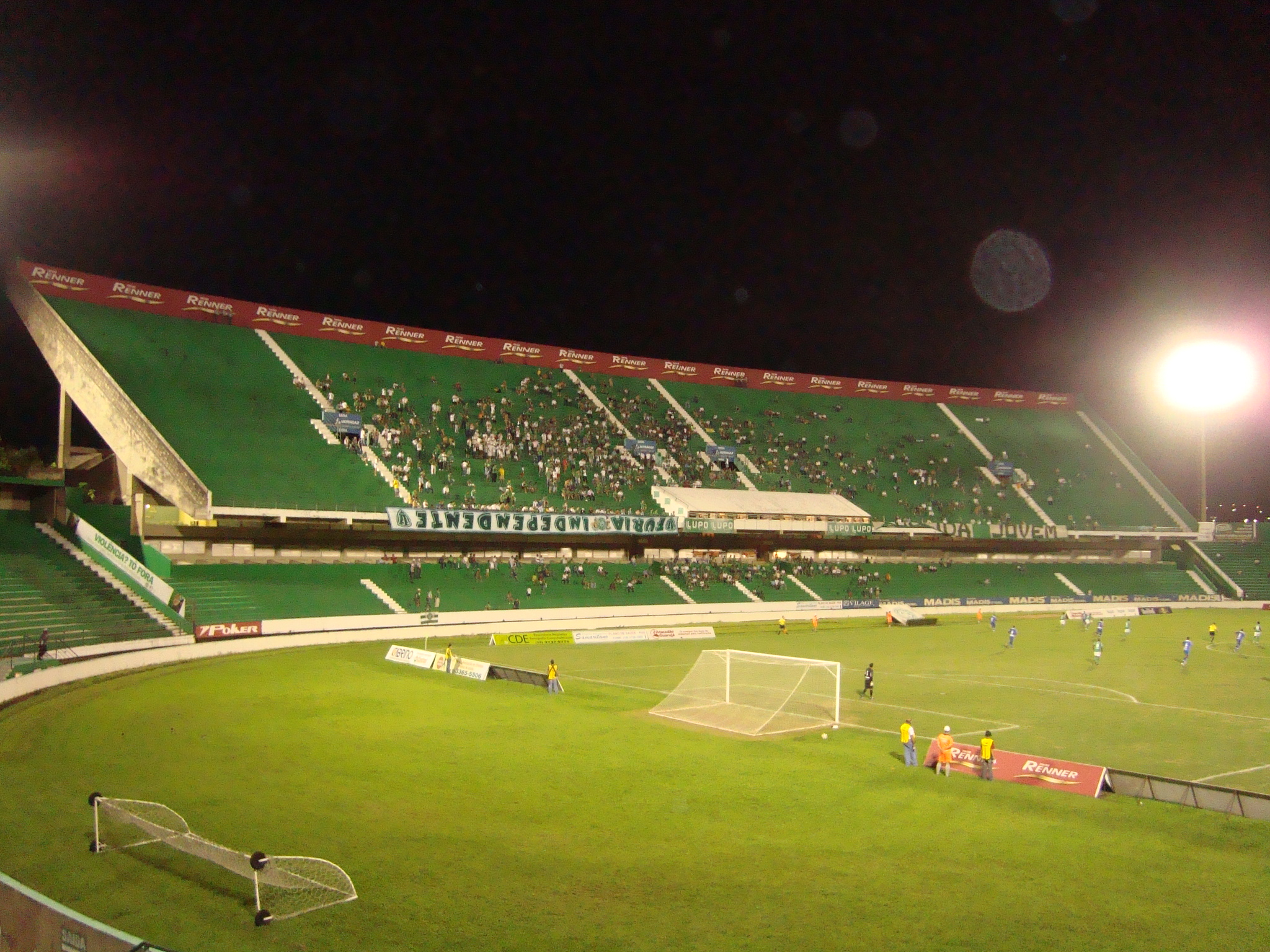
Brinco de Ouro Campinas
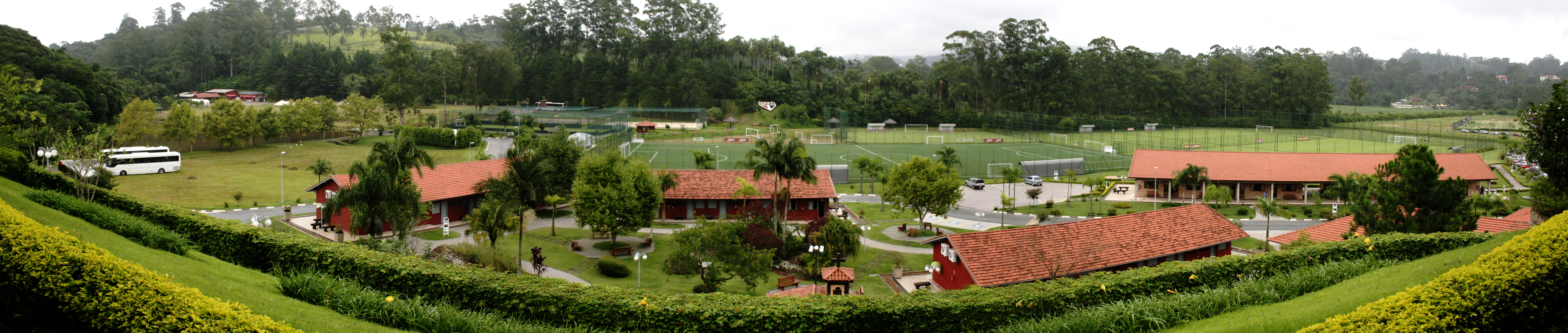
CFA Laudo Natel Cotia
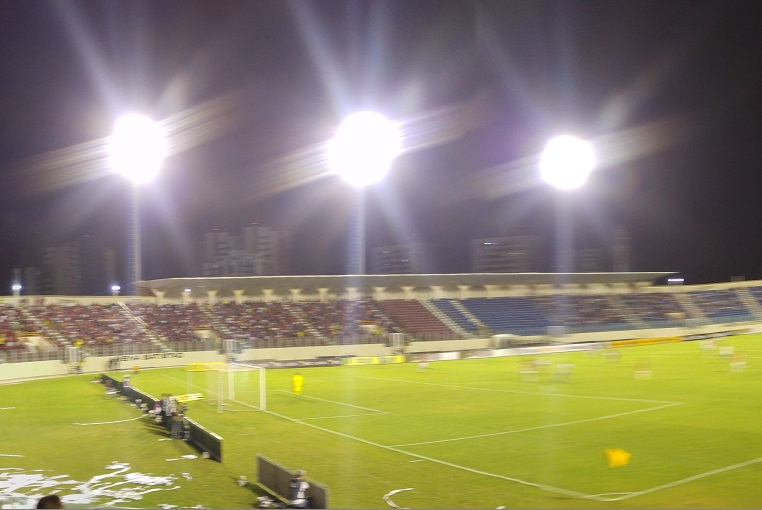
Batistão Aracaju

Ainda foram utilizados os estádios: 
- Claudio Coutinho  Rio de Janeiro
- Antonio Fernandes  Guarujá

E centros de treinamento:
- CT Praia do Forte  Mata de São João
- Campo Bahia  Santa Cruz Cabrália
- Toca da Raposa II  Belo Horizonte
- CT do Caju  Curitiba
- Flamengo Esporte Clube  Foz do Iguaçu
- Portobello Resort & Safari  Mangaratiba
- CT Vila Ventura  Viamão
- Clube Atlético Sorocaba  Sorocaba
- CT Rei Pelé  Santos
- Oscar Inn Eco Resort  Águas de Lindóia
- Paradise Golf & Lake Resort  Mogi das Cruzes
- Spa Sport Resort  Itu
- CT Ponte Preta  Campinas
- CT Joaquim Grava  Guarulhos
- Desportivo Brasil  Porto Feliz
- CT Frederico Germano Menzen  São Paulo

#### COT's
Além dos Centros de Treinamento a FIFA também utilizou 23 COT's (Campo Oficial de Treinamento) para o uso das seleções.
Entre eles estão:

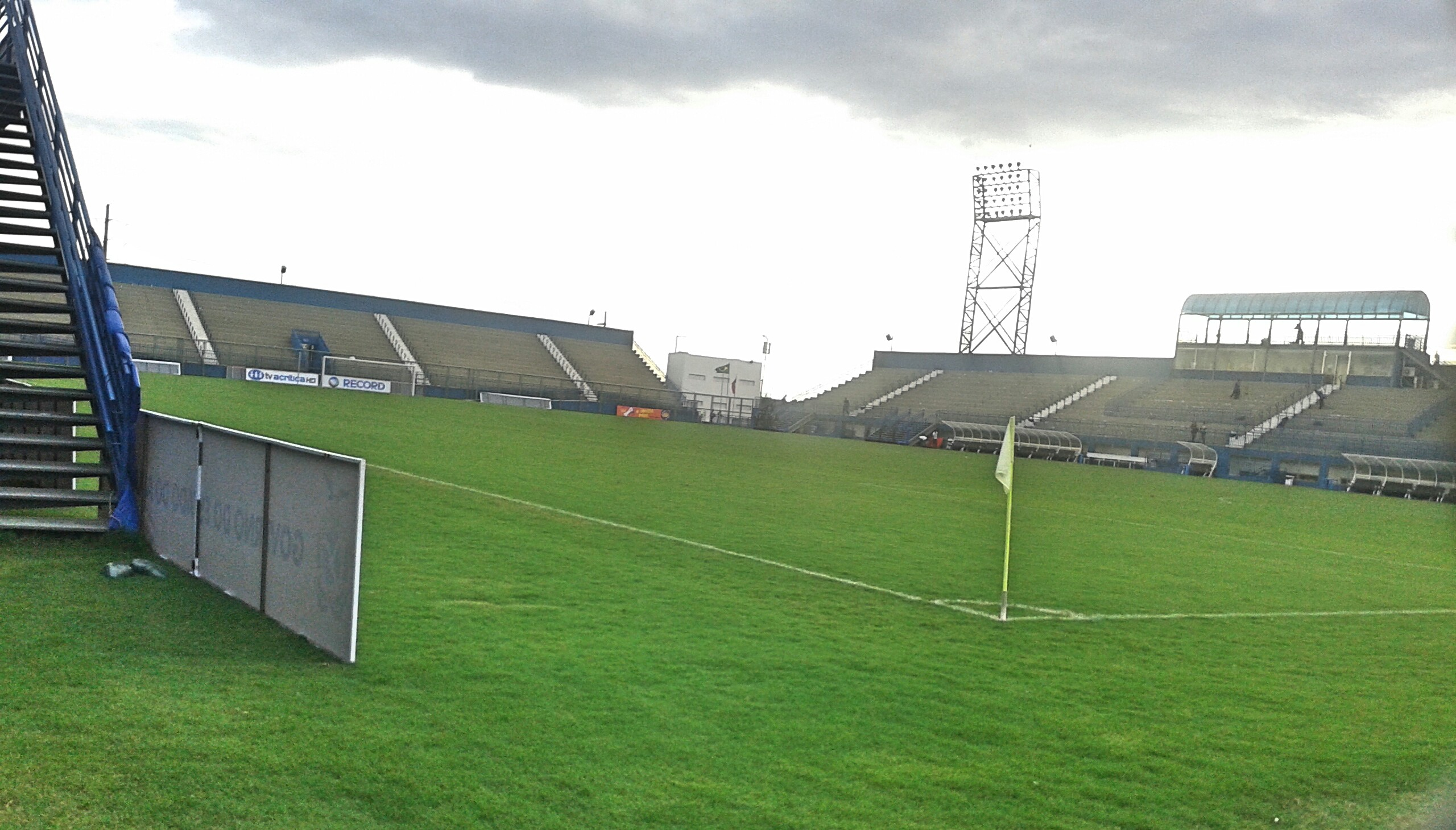
Ismael Benigno ( Manaus)
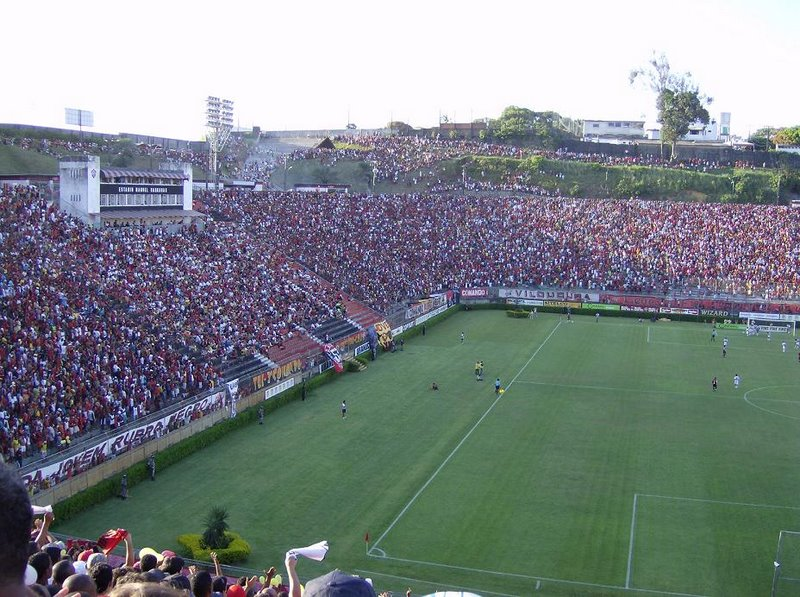
Barradão ( Salvador)
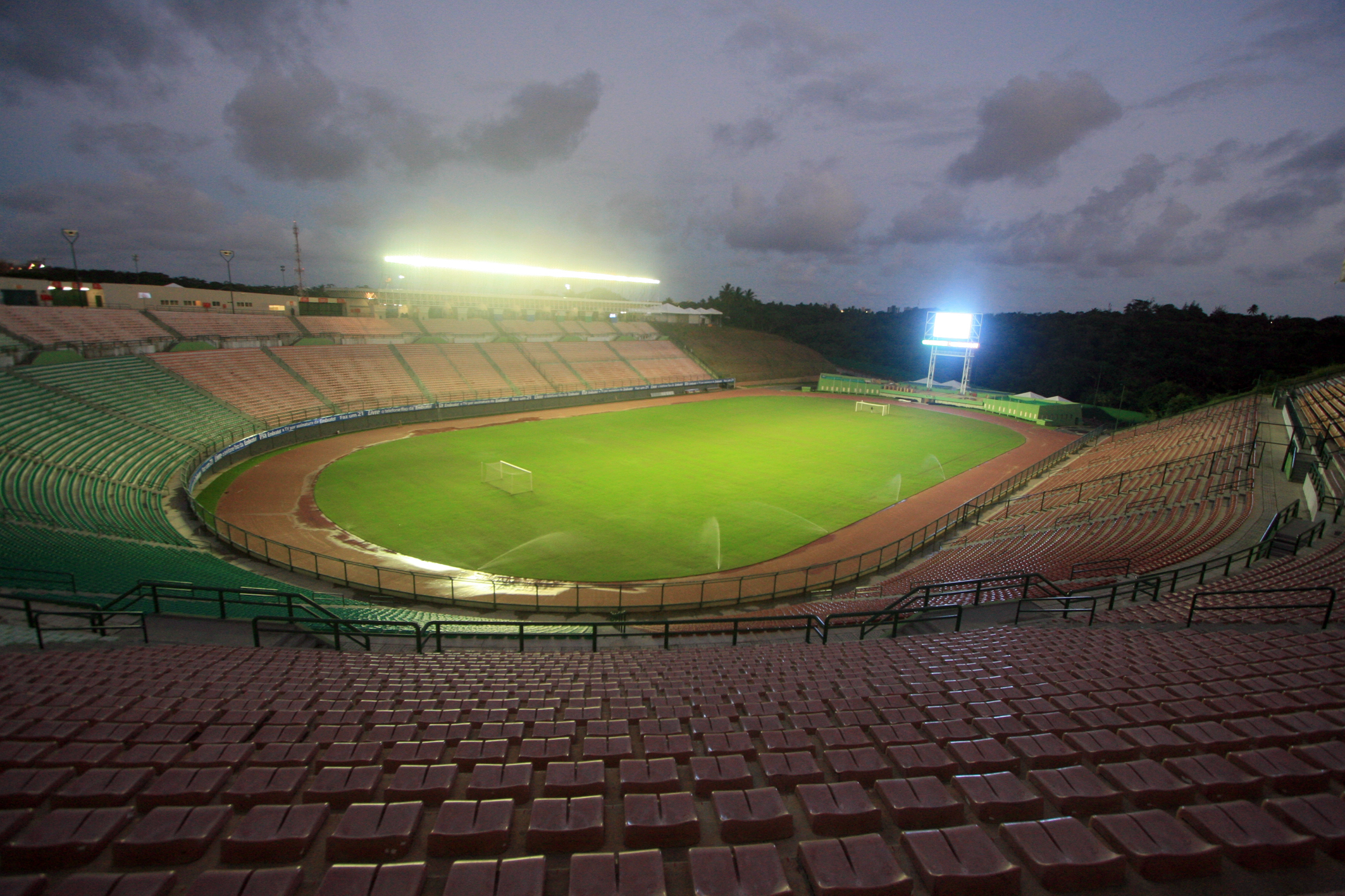
Pituaçú ( Salvador)
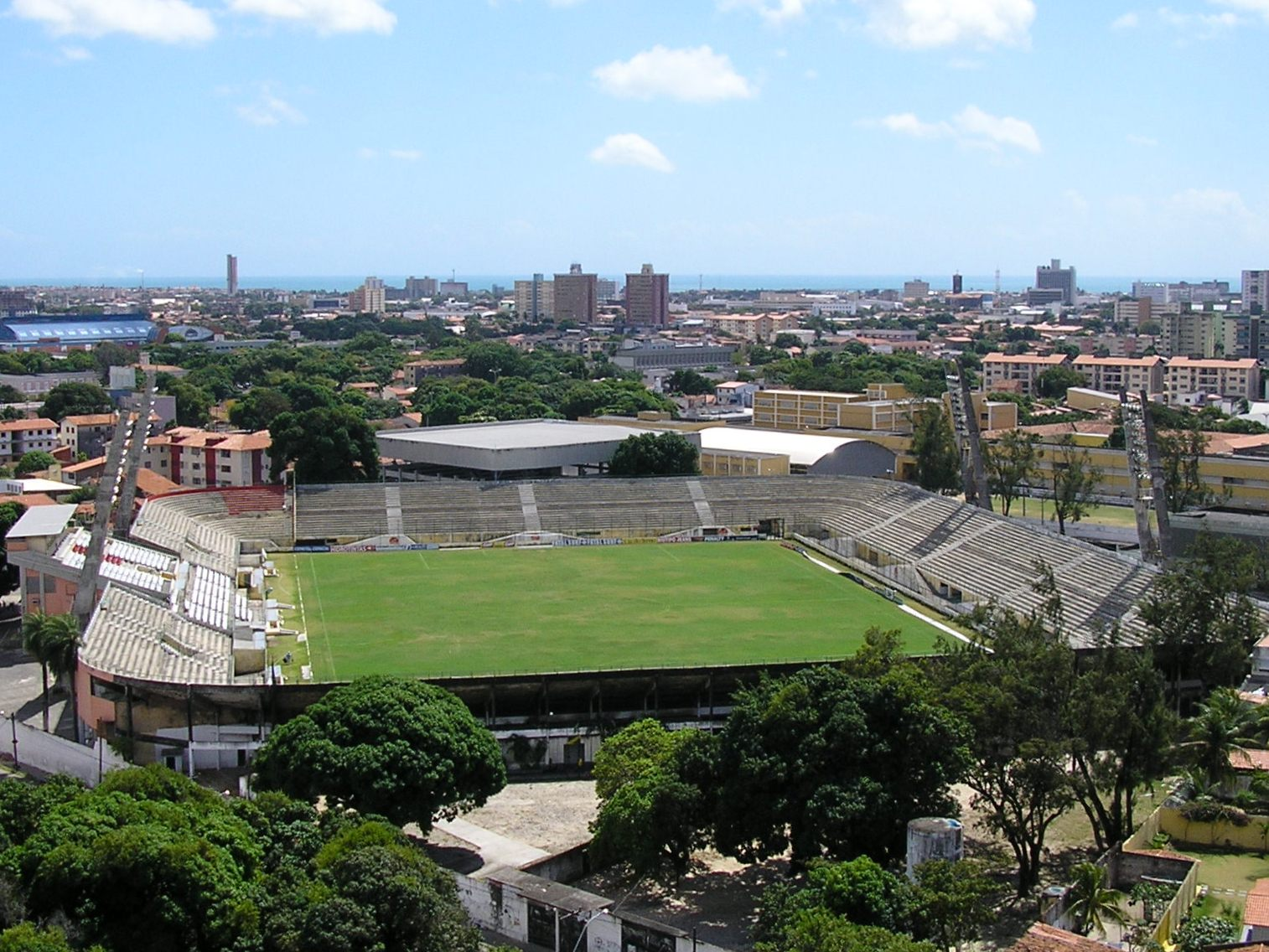
PV ( Fortaleza)
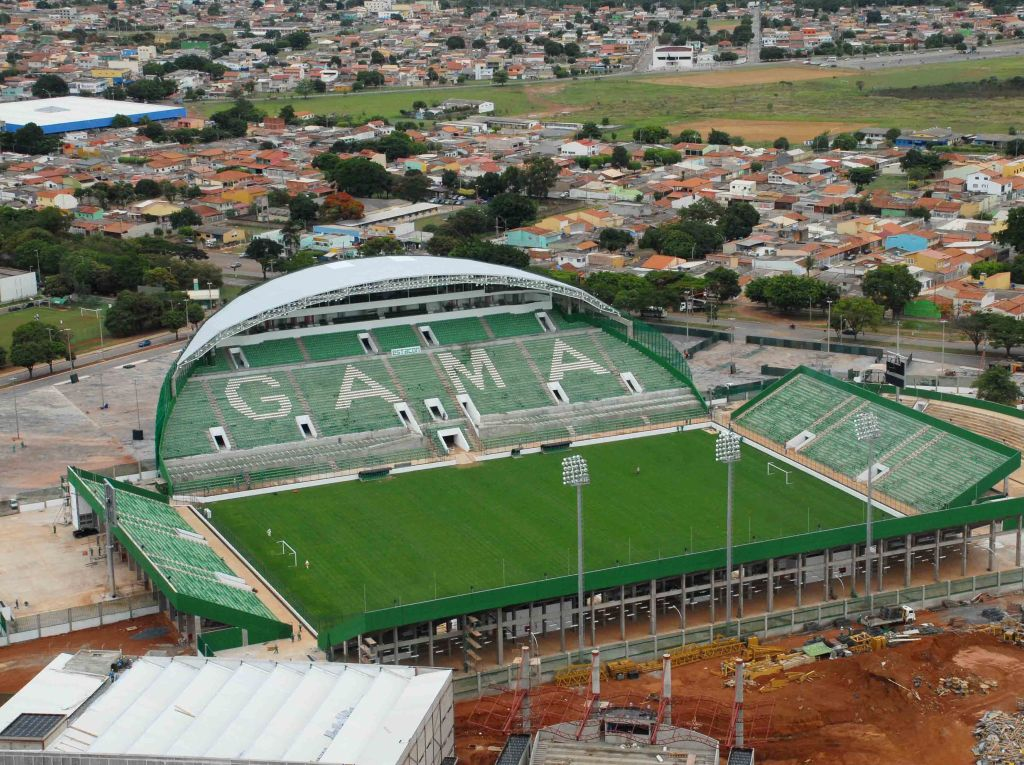
Bezerrão ( Gama)
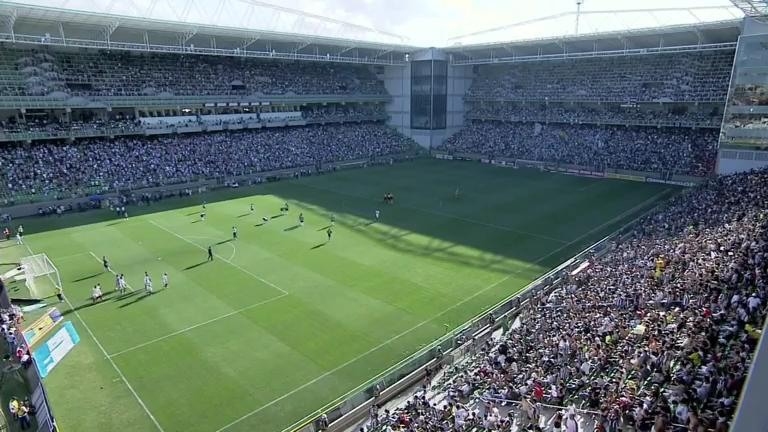
Independência ( Belo Horizonte)
Couto Pereira ( Curitiba)
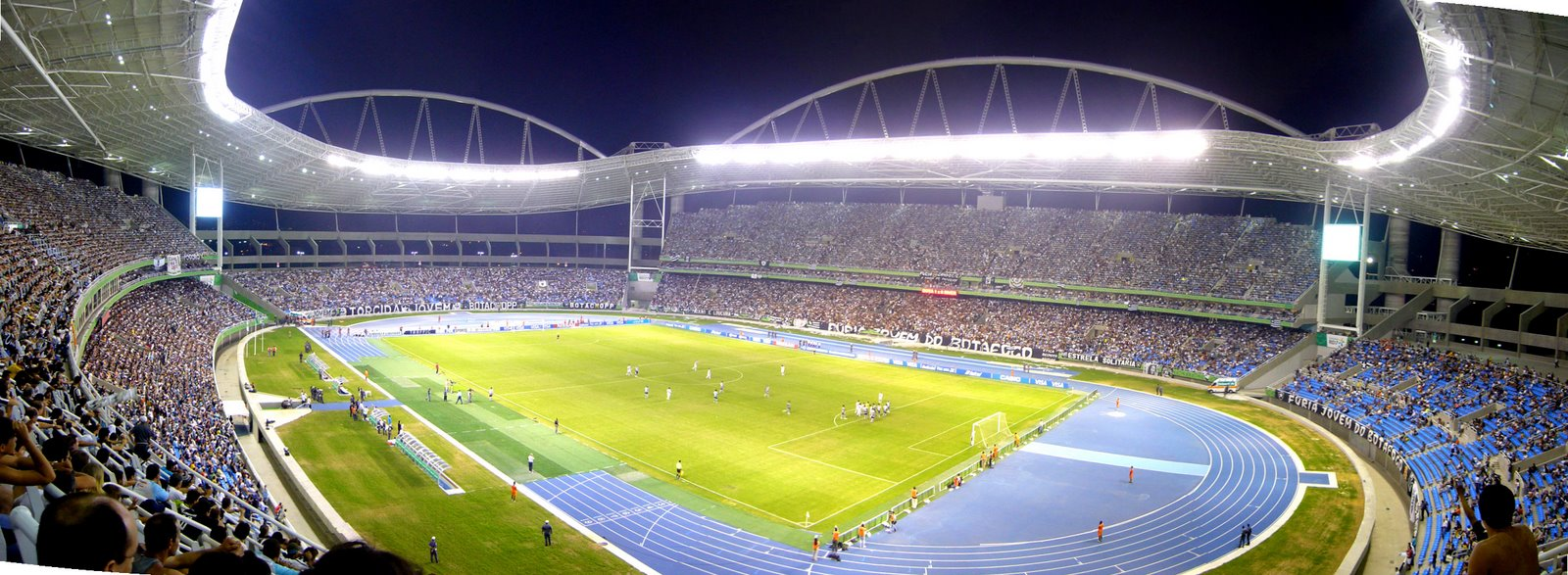
Engenhão ( Rio de Janeiro)
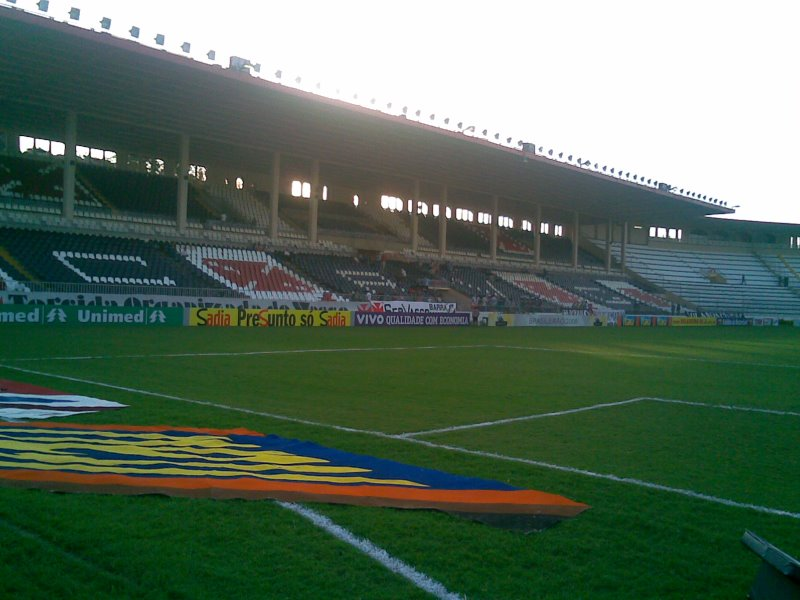
São Januário ( Rio de Janeiro)
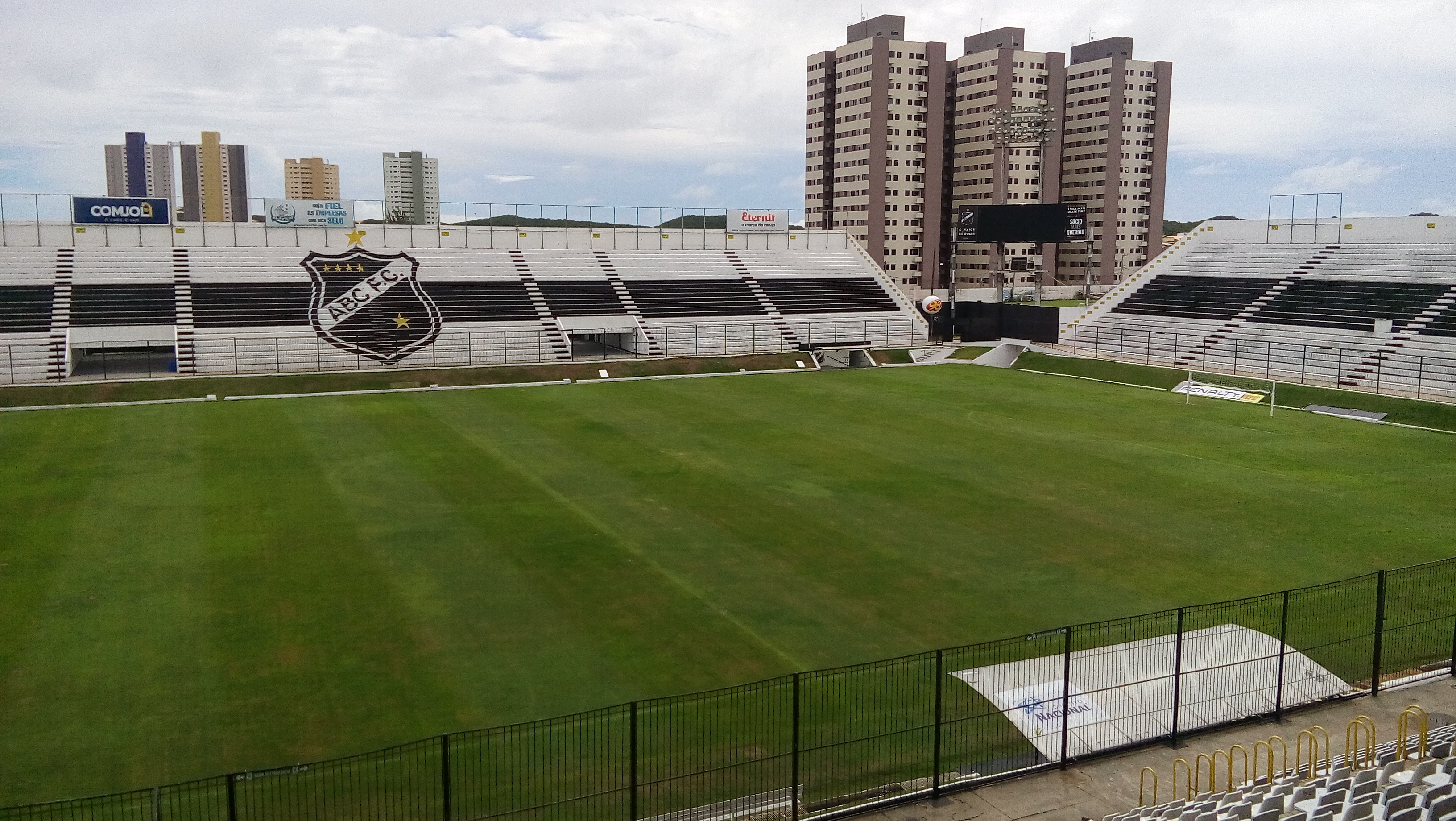
Frasqueirão ( Natal)
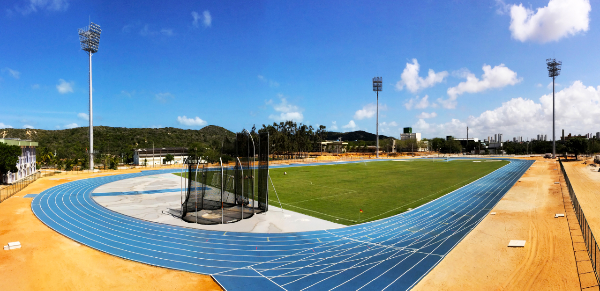
UFRN ( Natal)
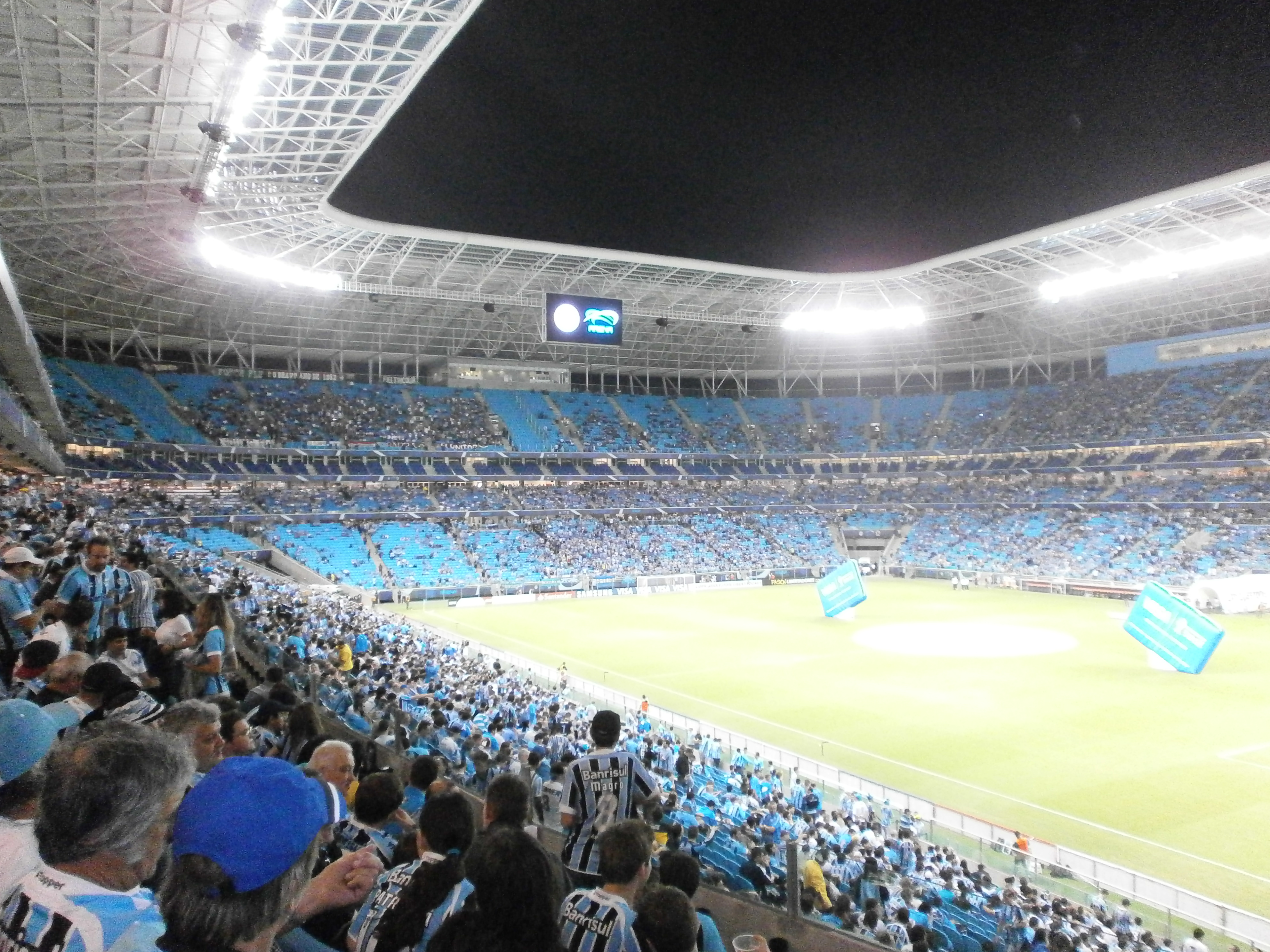
Arena do Grêmio ( Porto Alegre)
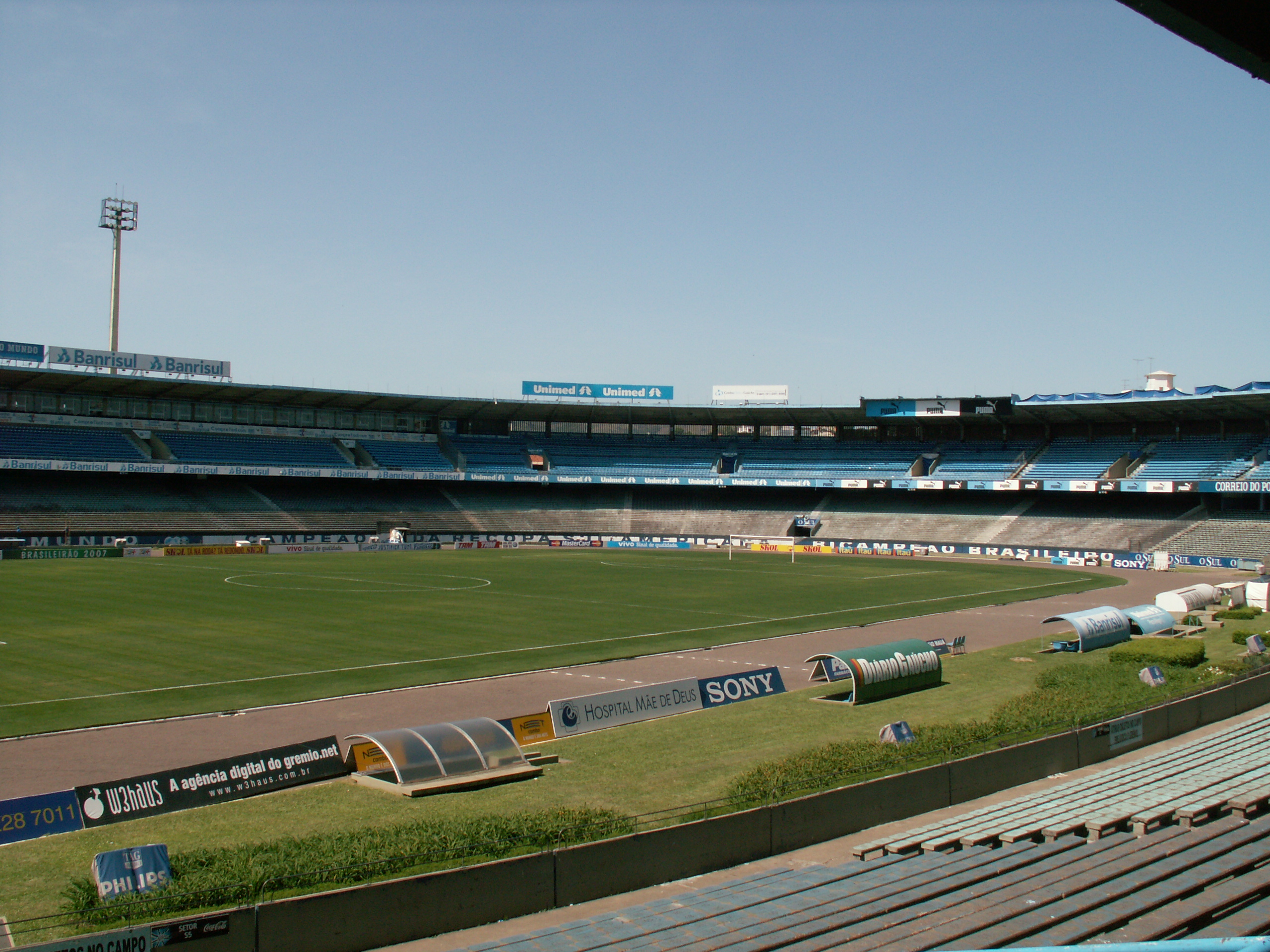
Olímpico ( Porto Alegre)
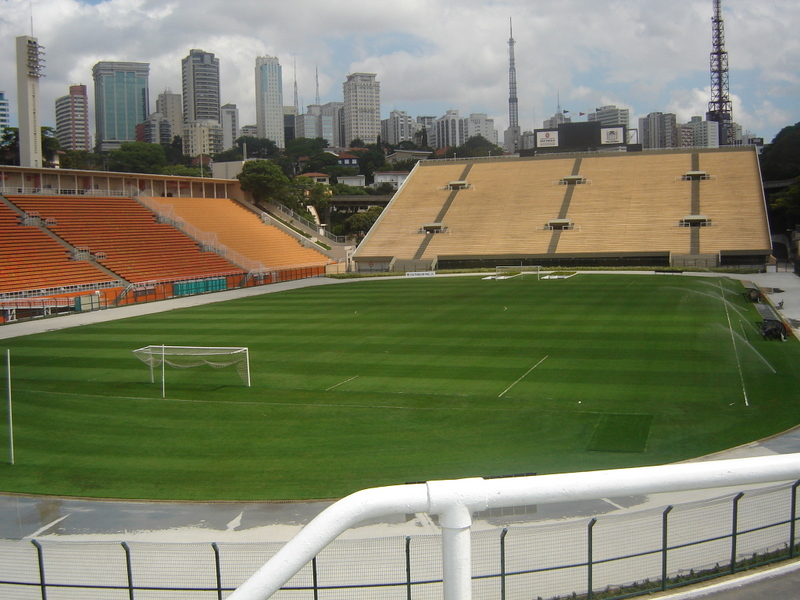
Pacaembu ( São Paulo)

Ainda foram utilizados os estádios:
- Carlos Zamith ( Manaus)
- Alterosas ( Belo Horizonte)

E centros de treinamento:
- UNIFOR ( Fortaleza)
- Centro de Capacitação Física dos Bombeiros ( Brasília)
- UFMT ( Cuiabá)
- CT do Náutico ( Recife)
- CT do Sport ( Paulista)
- CT do Palmeiras ( São Paulo)

## Candidaturas rejeitadas
| Cidade        | Estádio                   | Equipes Mandantes                                                 |
| ------------- | ------------------------- | ----------------------------------------------------------------- |
| Belém         | Estádio Mangueirão        | Paysandu SC / C Remo / Tuna Luso B                                |
| Campo Grande  | Estádio Morenão           | CENE / EC Comercial / Operário FC / Novoperário FC                |
| Florianópolis | Estádio Orlando Scarpelli | Figueirense FC                                                    |
| Goiânia       | Estádio Serra Dourada     | Atlético C Goianiense / Goiás EC / Vila Nova FC / Goiânia EC      |
| João Pessoa   | Estádio Almeidão          | Auto Esporte C / Botafogo FC / CSP                                |
| Rio Branco    | Arena da Floresta         | Atlético Acreano / Independência FC / AC Juventus / Rio Branco FC |
| São Paulo     | Estádio do Morumbi        | São Paulo FC                                                      |
| Teresina      | Estádio Albertão          | EC Flamengo / Piauí EC / Ríver AC                                 |

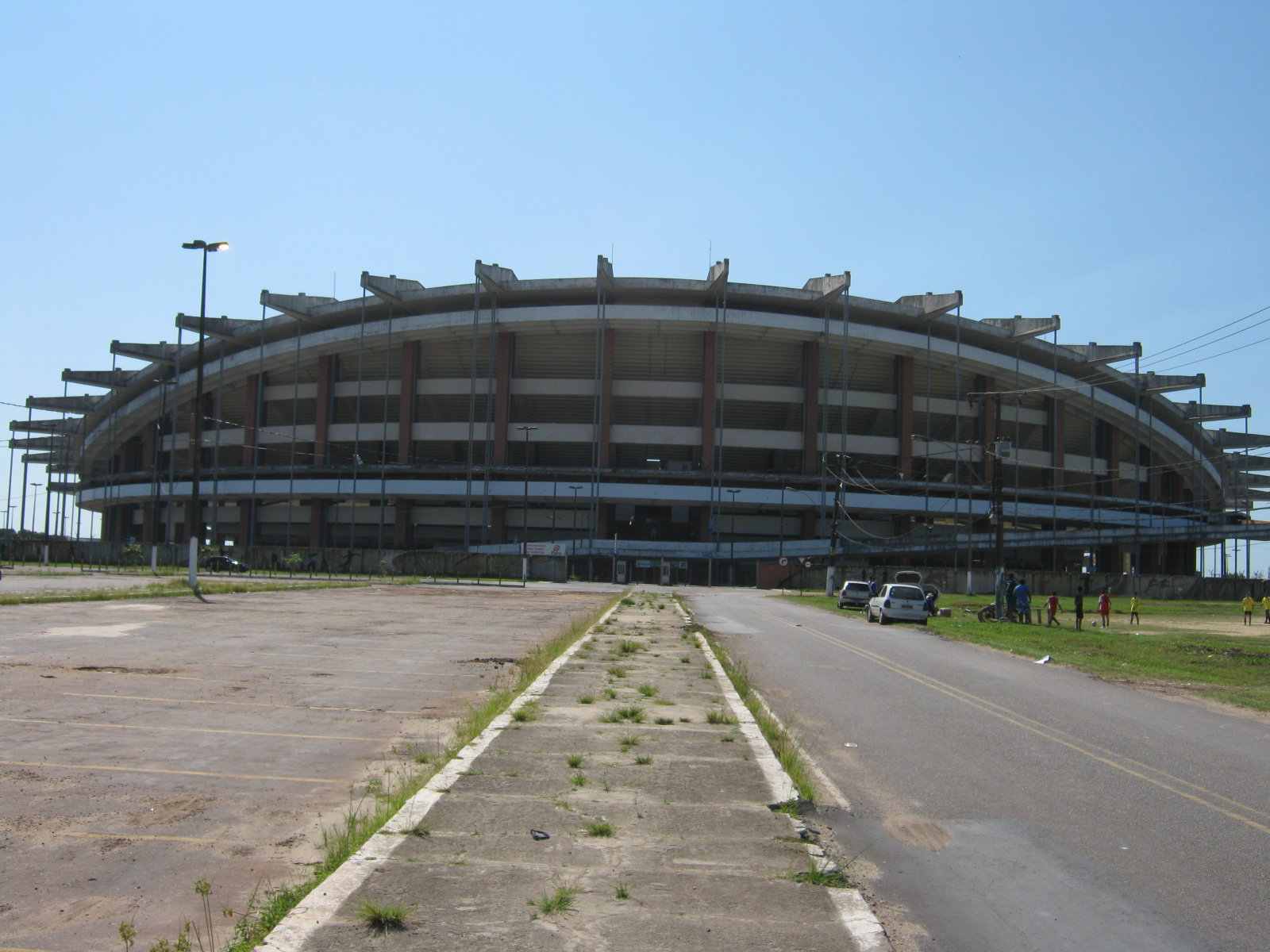
Mangueirão ( Belém)
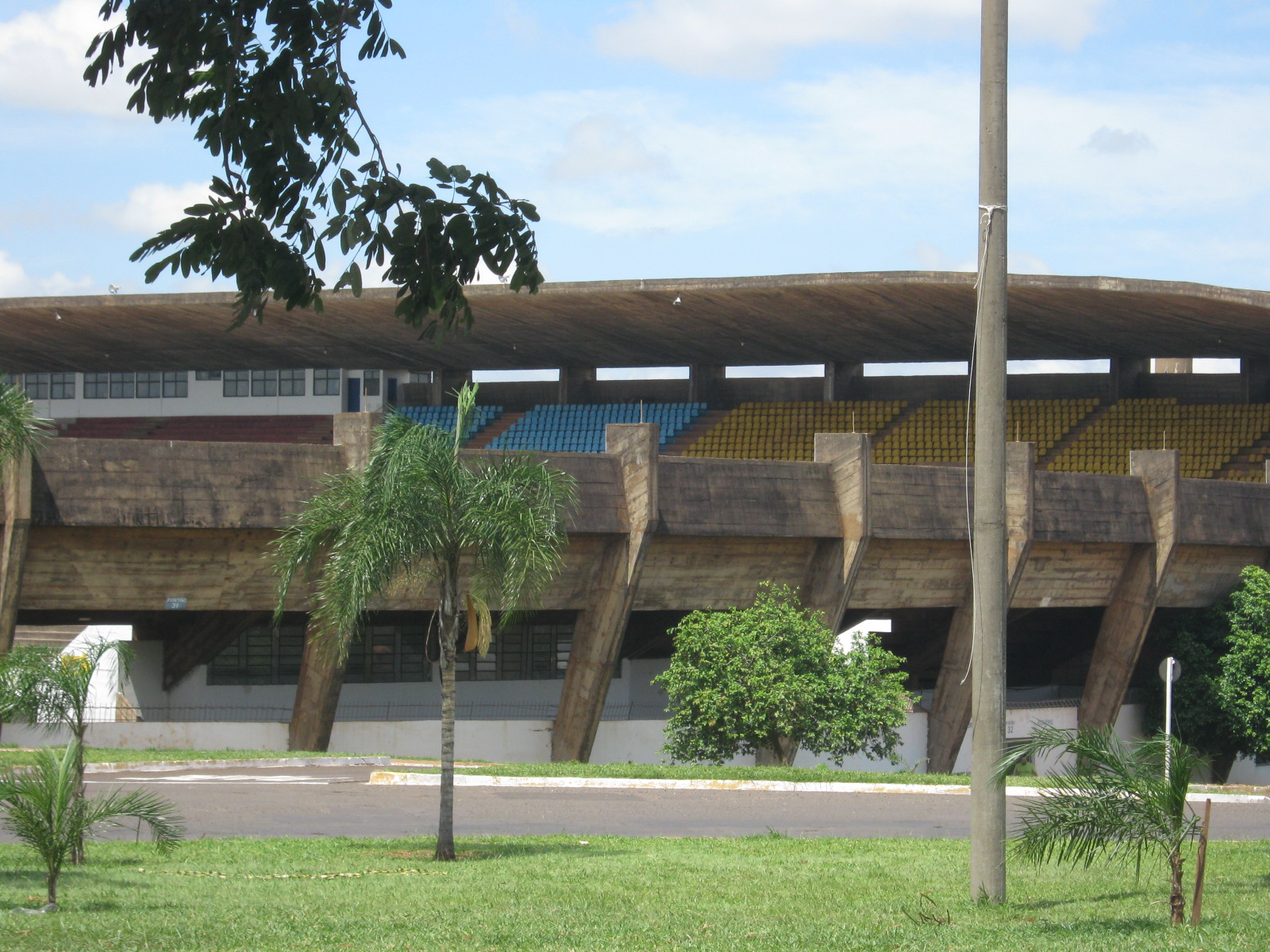
Morenão ( Campo Grande)
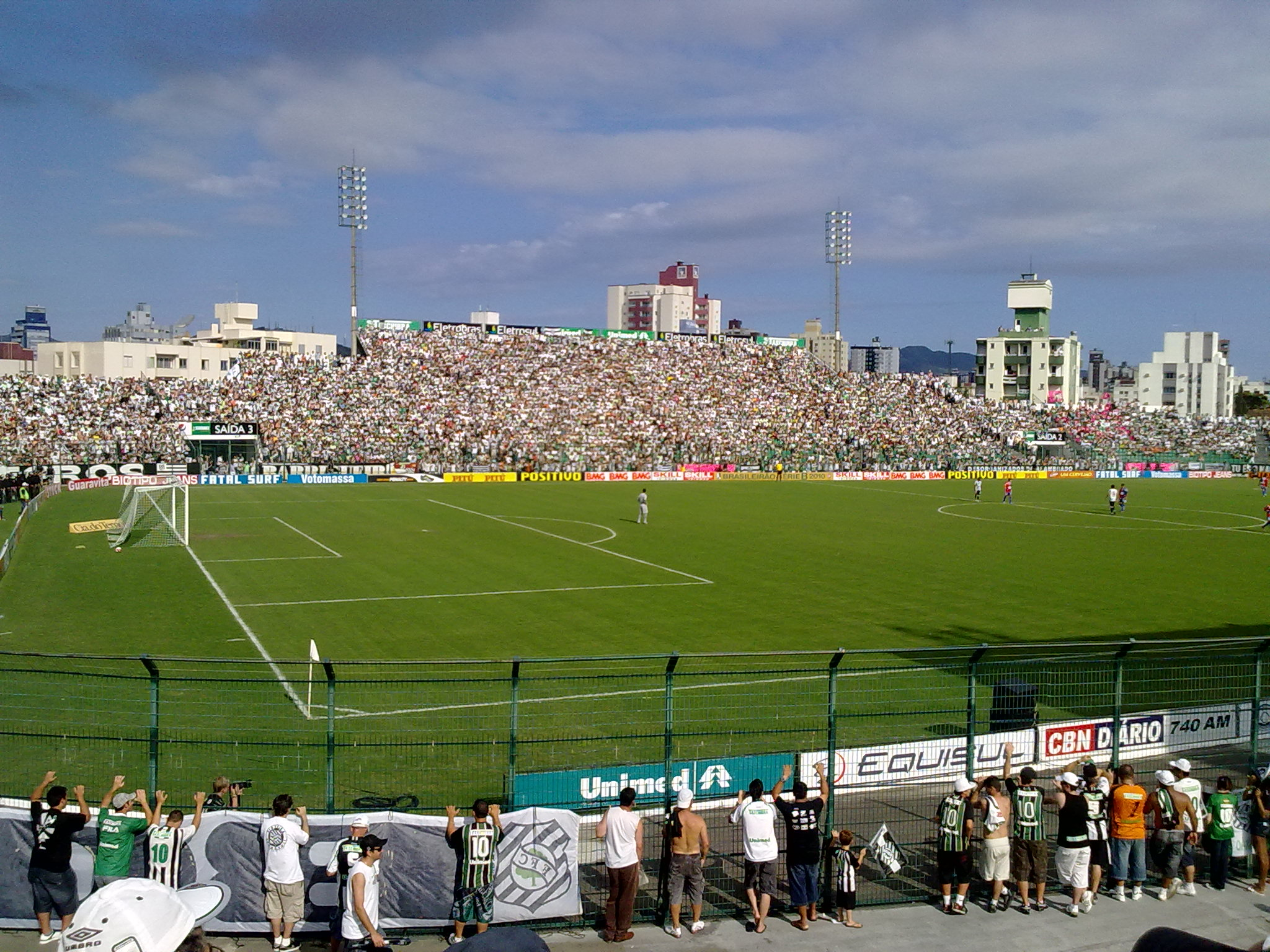
Arena Florianópolis ( Florianópolis)
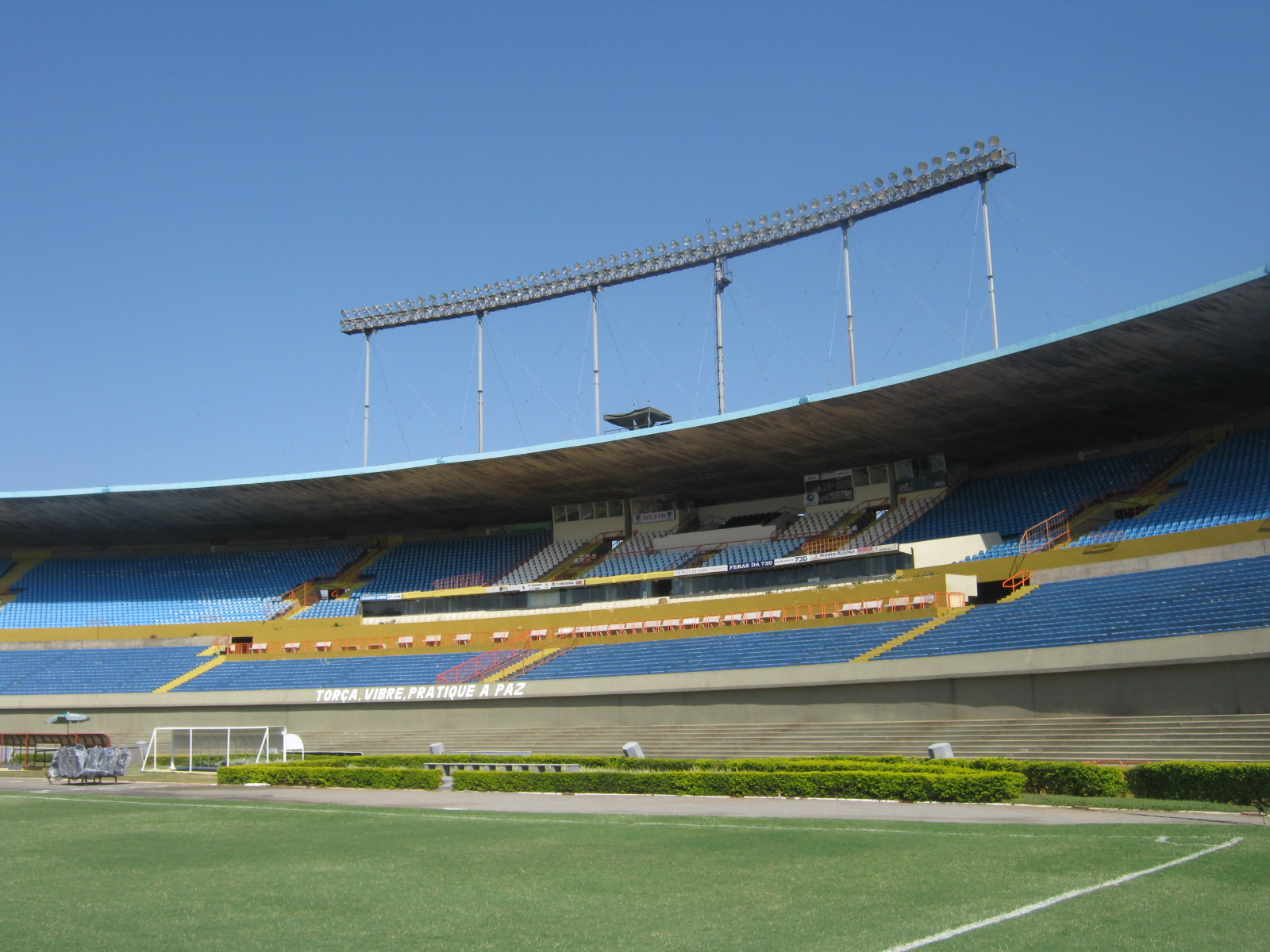
Serra Dourada ( Goiânia)
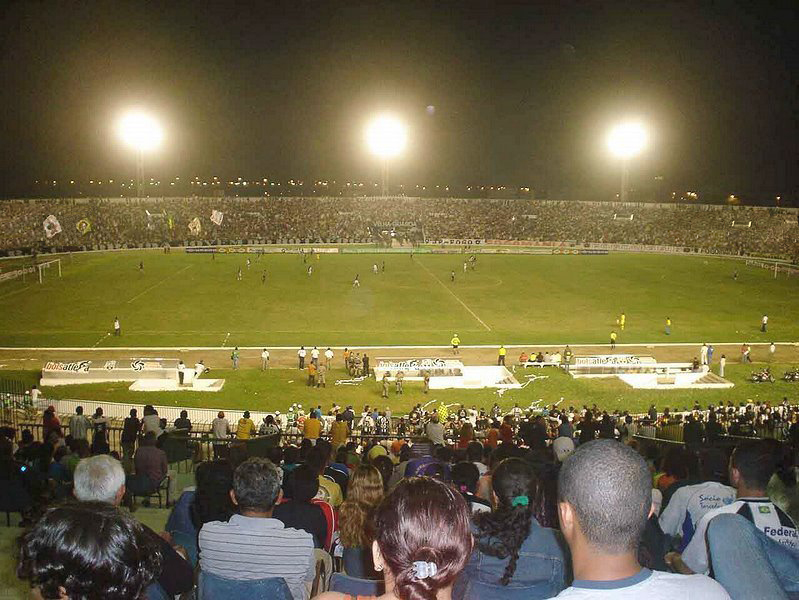
Almeidão ( João Pessoa)
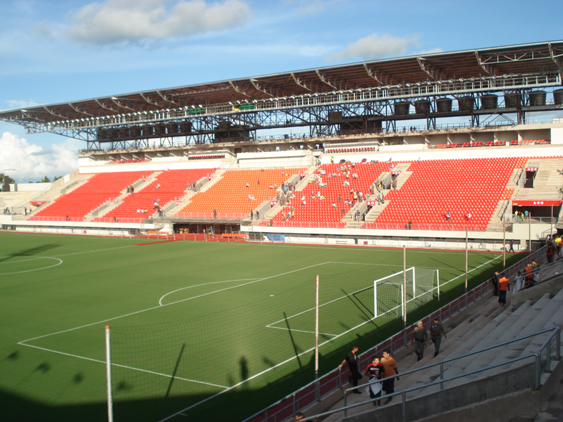
Arena da Floresta ( Rio Branco)
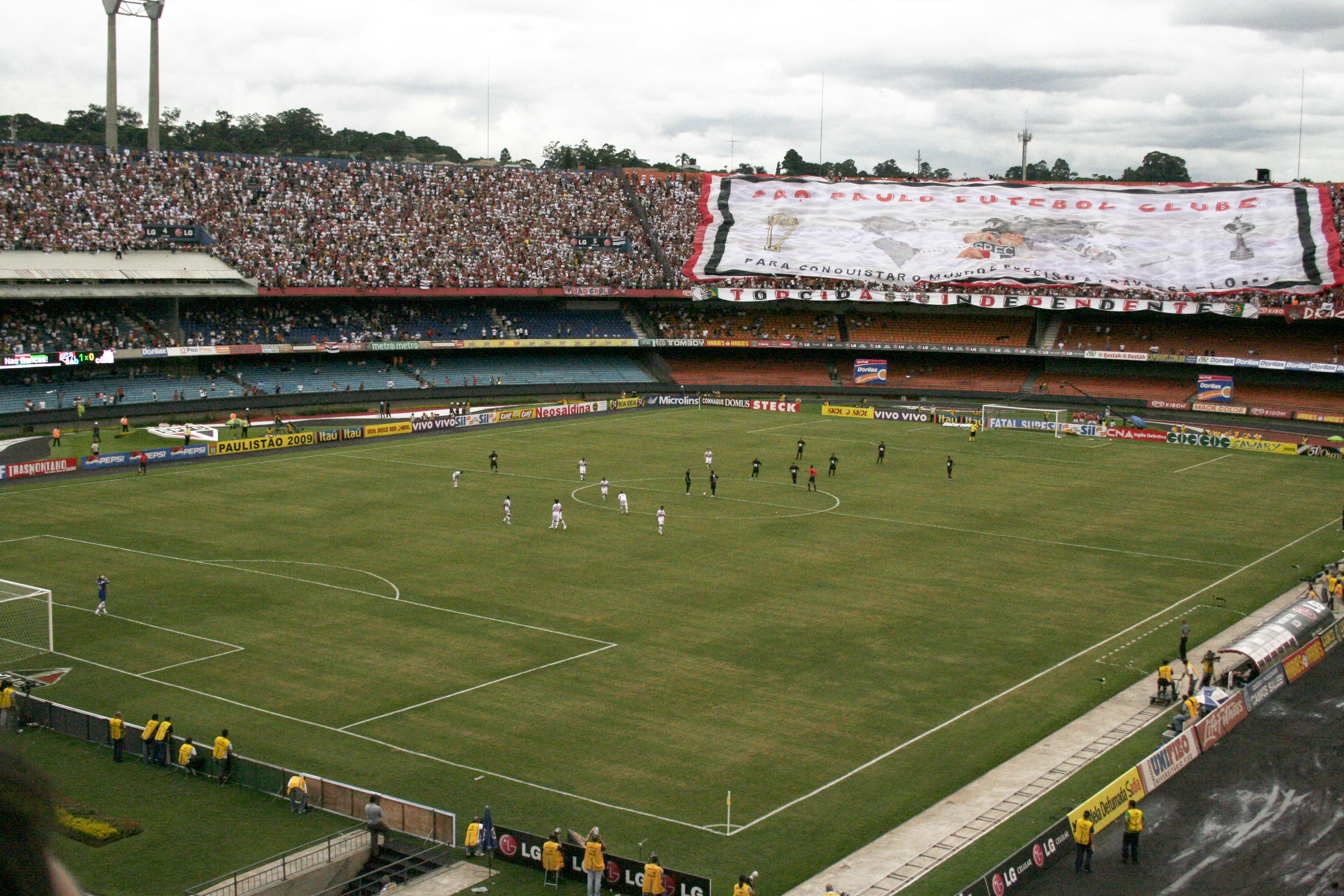
Morumbi ( São Paulo)
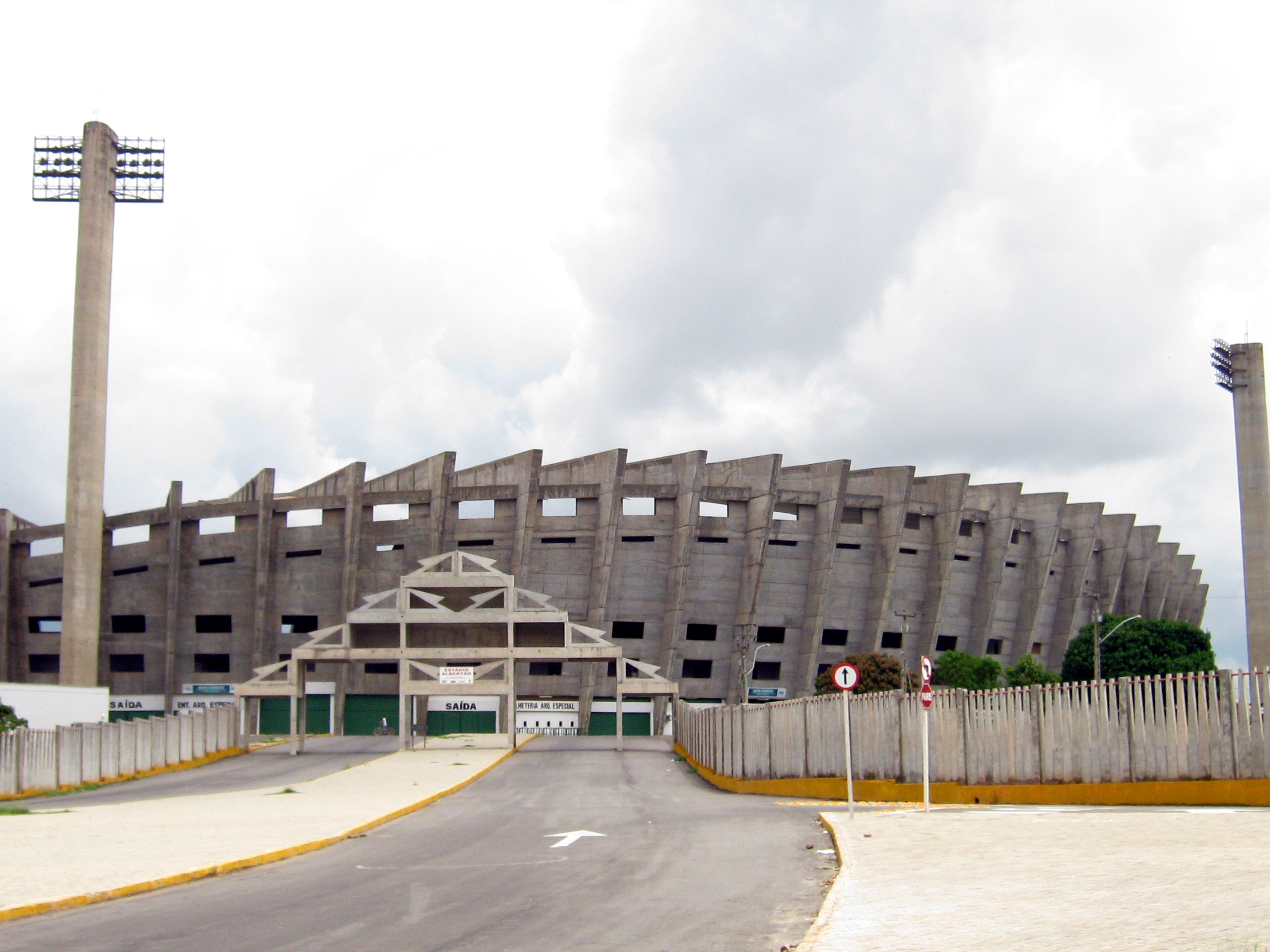
Albertão ( Teresina)

## Candidaturas que não foram oficializadas
| Cidade         | Estádio                  | Equipes mandantes                          |
| -------------- | ------------------------ | ------------------------------------------ |
| Aracaju        | Estádio Batistão         | AD Confiança / CS Sergipe                  |
| Barueri        | Arena Barueri            | Grêmio Barueri FL                          |
| Brasília       | Estádio Bezerrão         | SE Gama                                    |
| Macapá         | Estádio Zerão            | Amapá C / EC Macapá / Trem DC / Ypiranga C |
| Maceió         | Arena Zagallo            | CRB / CSA                                  |
| Campinas       | Estádio Moisés Lucarelli | AA Ponte Preta                             |
| Porto Alegre   | Arena do Grêmio          | Grêmio FBPA                                |
| Recife         | Estádio do Arruda        | Santa Cruz FC                              |
| Rio de Janeiro | Arena da Gávea           | CR Flamengo                                |
| São Paulo      | Arena Allianz Parque     | SE Palmeiras                               |

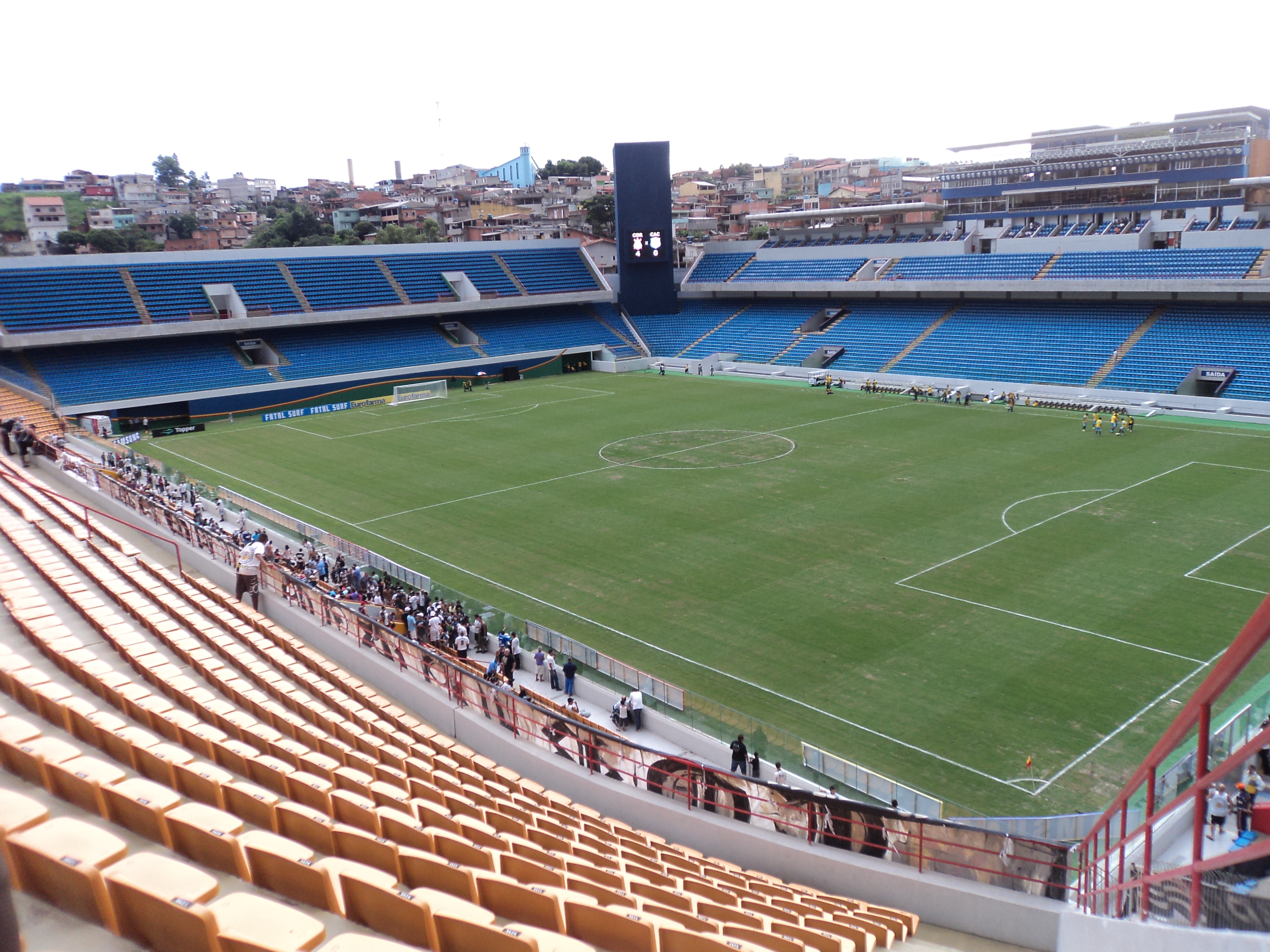
Arena Barueri ( Barueri)
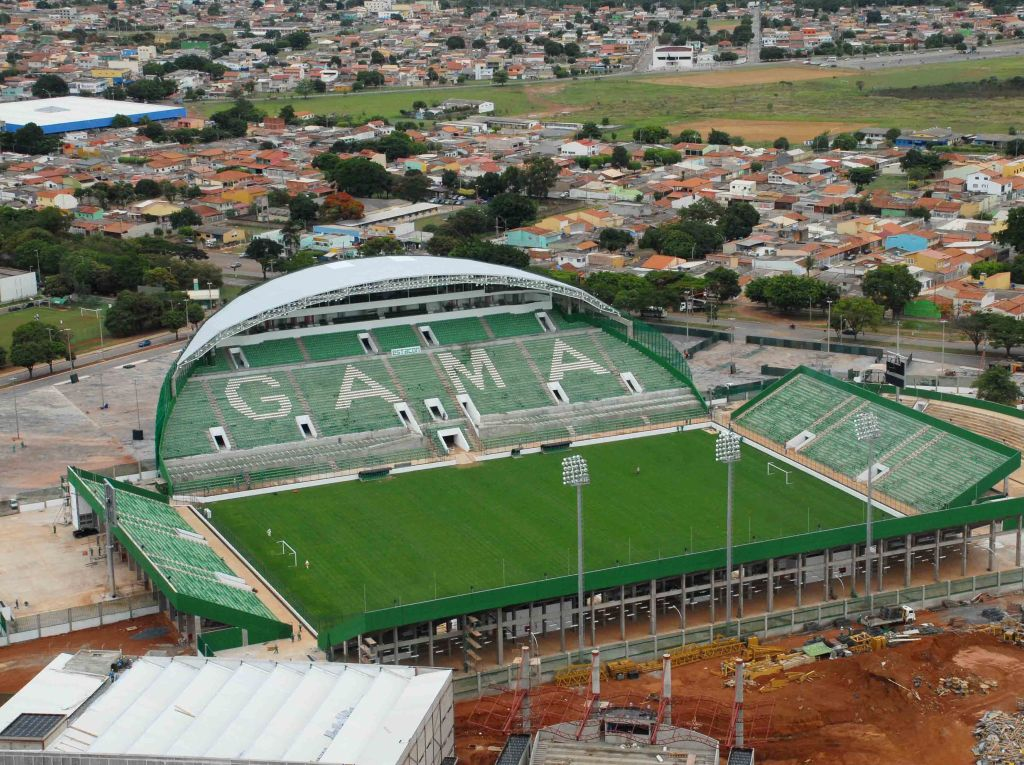
Bezerrão ( Gama)
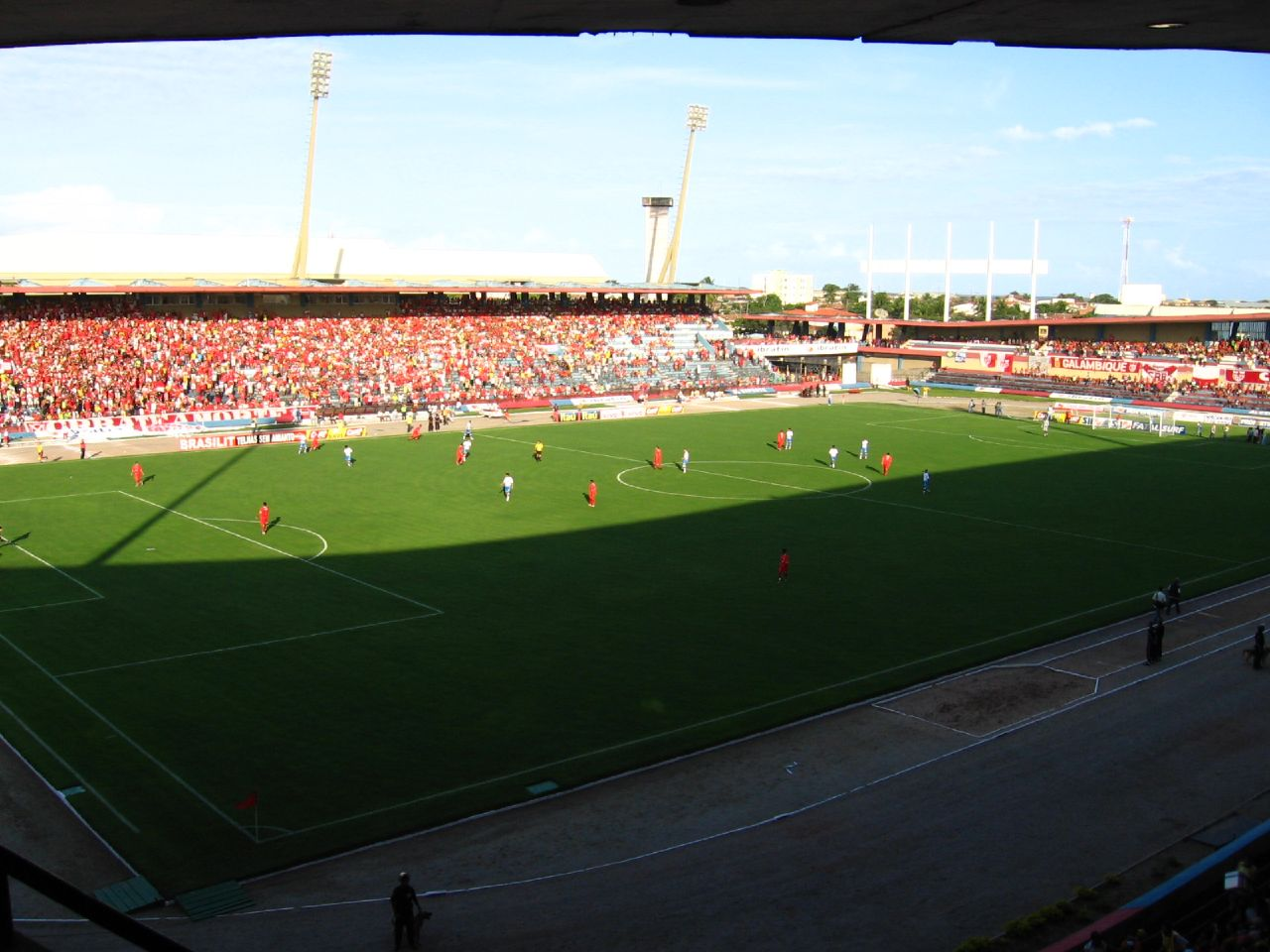
Arena Zagallo ( Maceió)
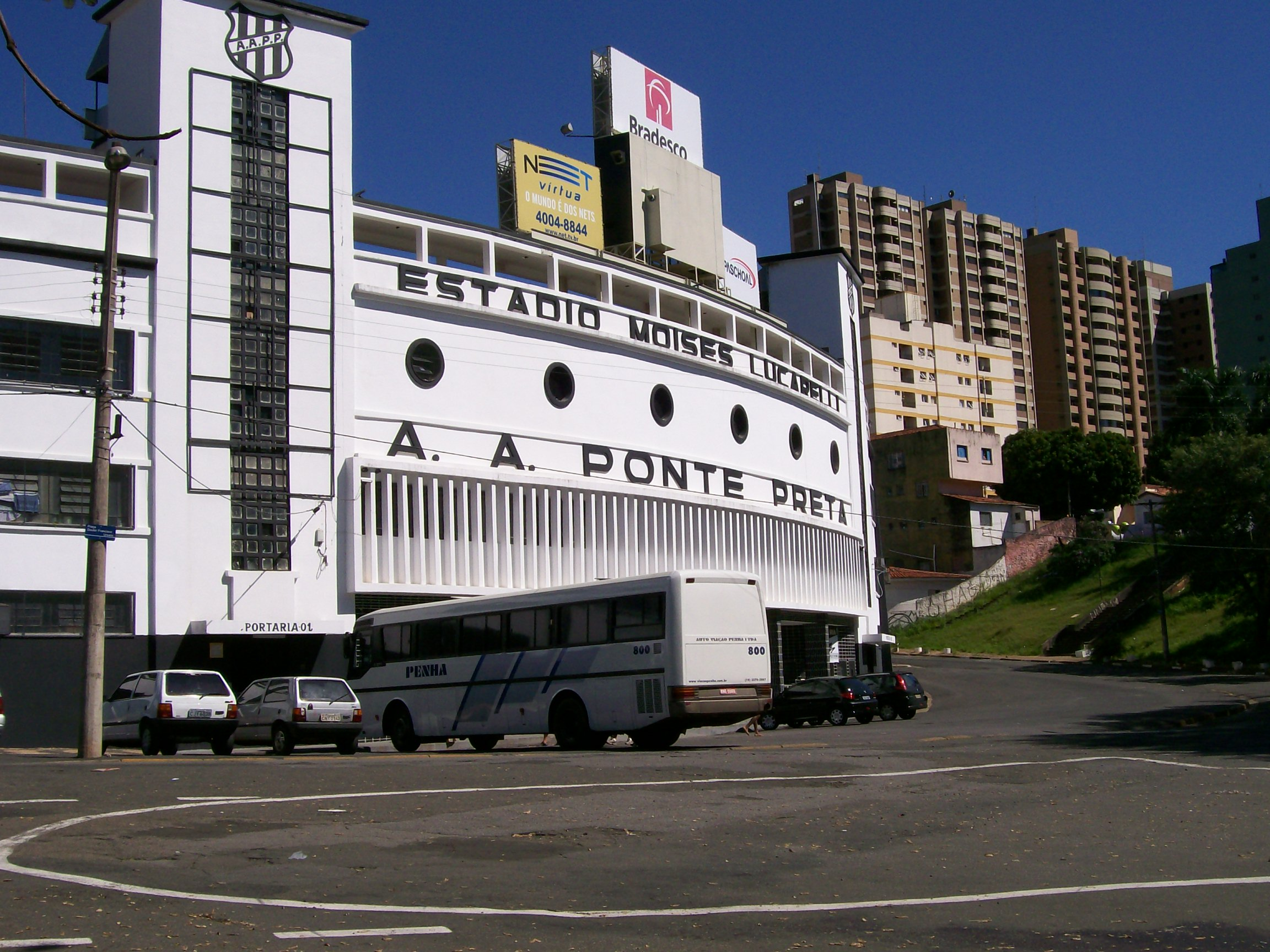
Moisés Lucarelli ( Campinas)
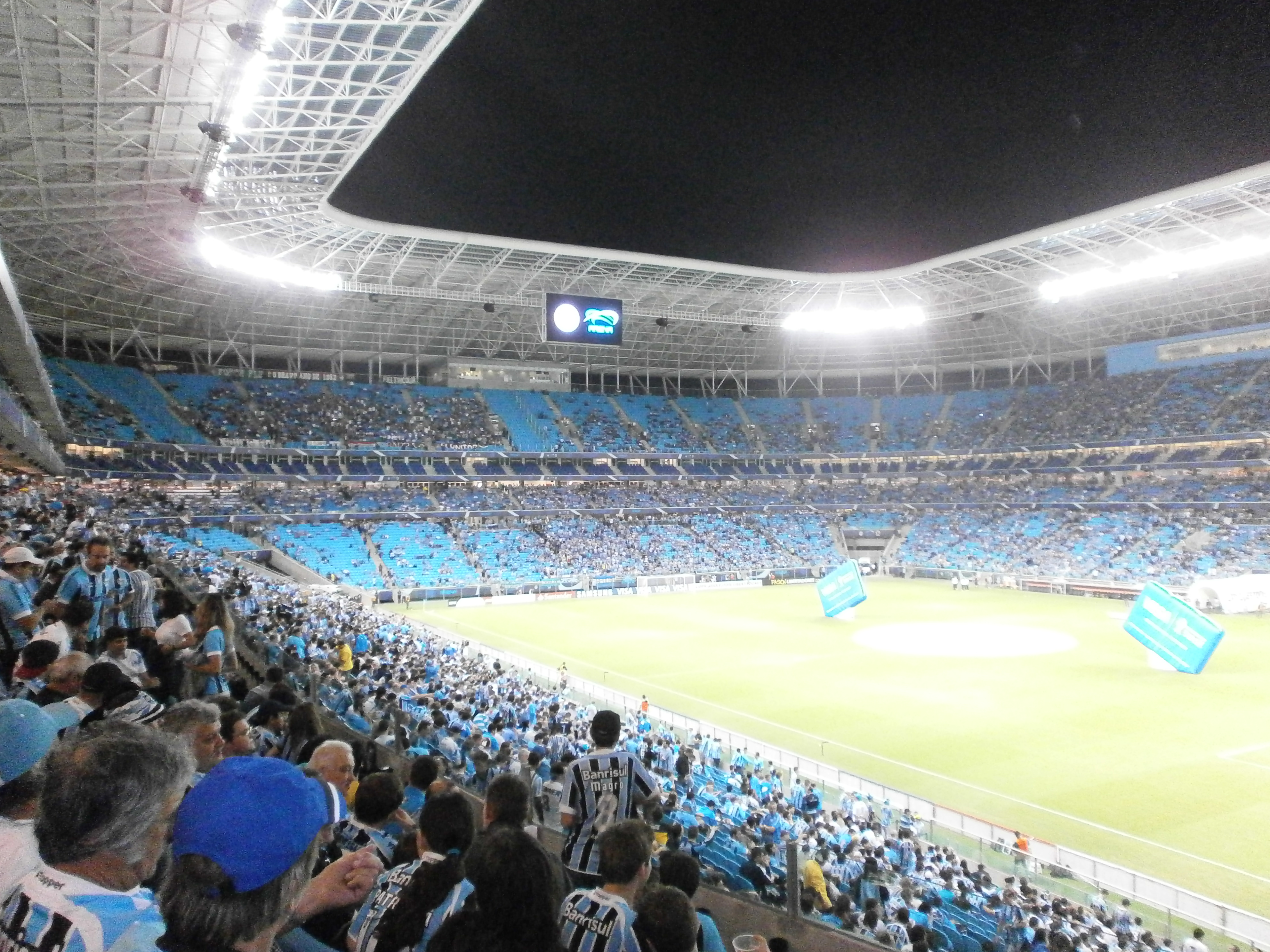
Arena do Grêmio ( Porto Alegre)
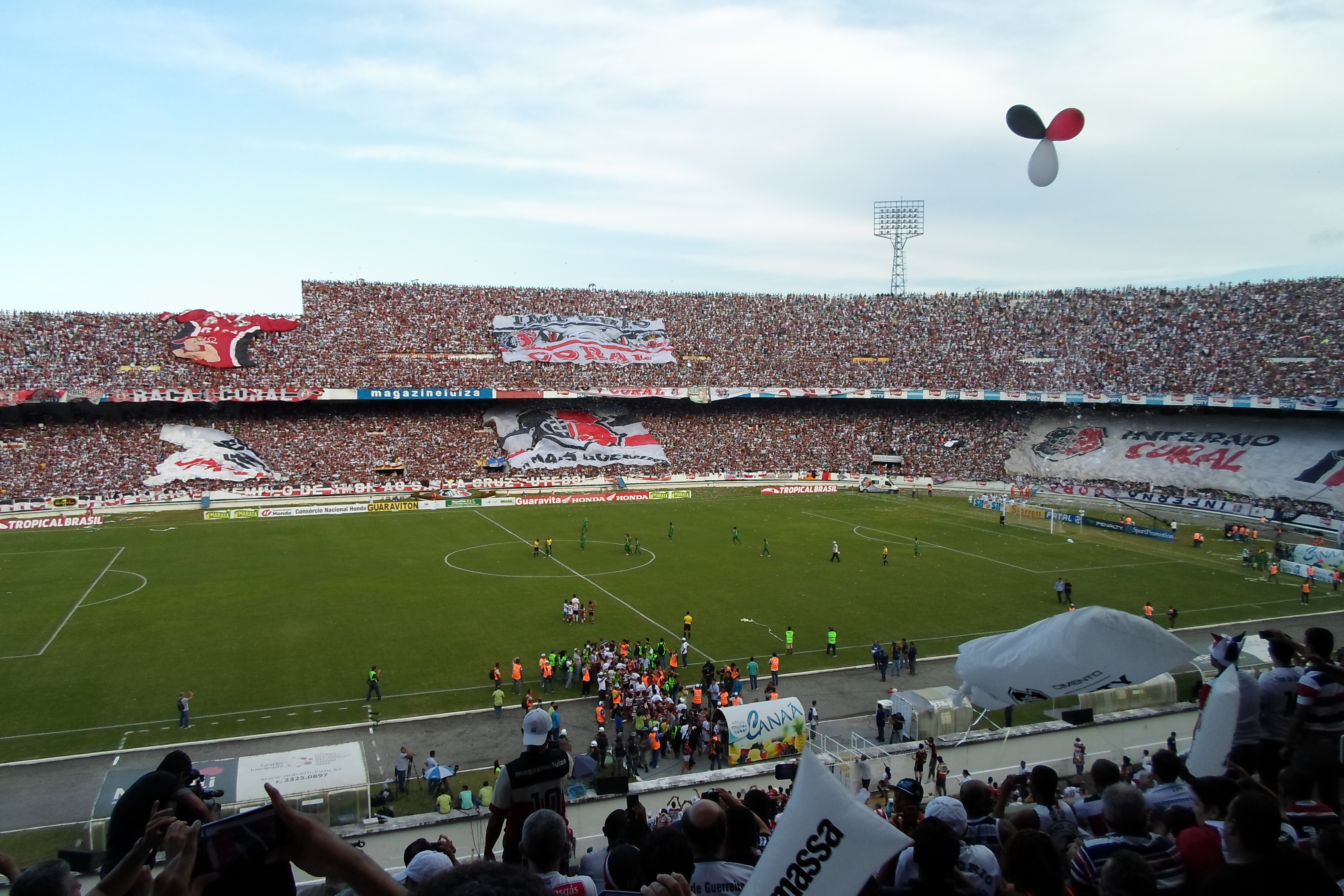
Estádio do Arruda ( Recife)
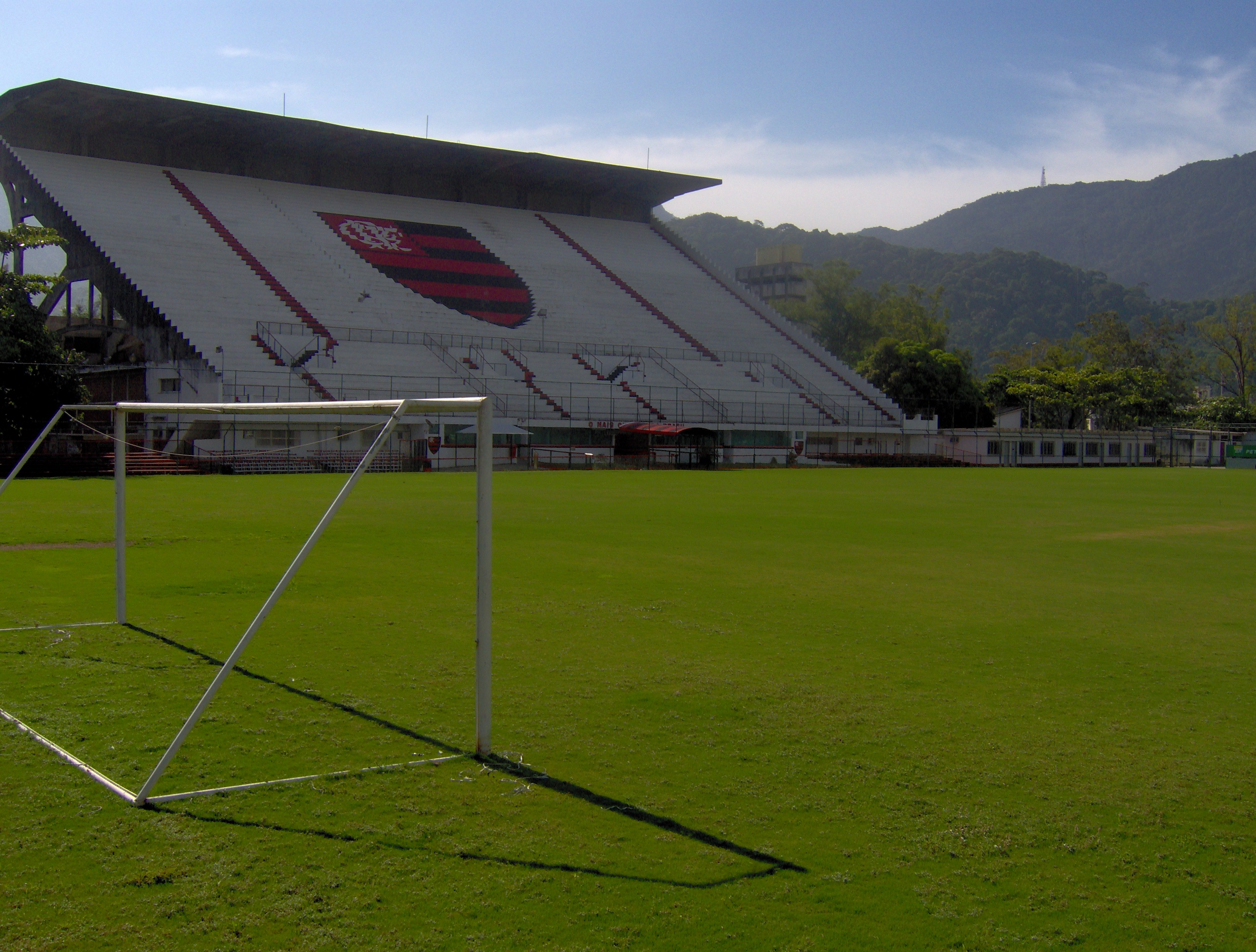
Arena da Gávea ( Rio de Janeiro)
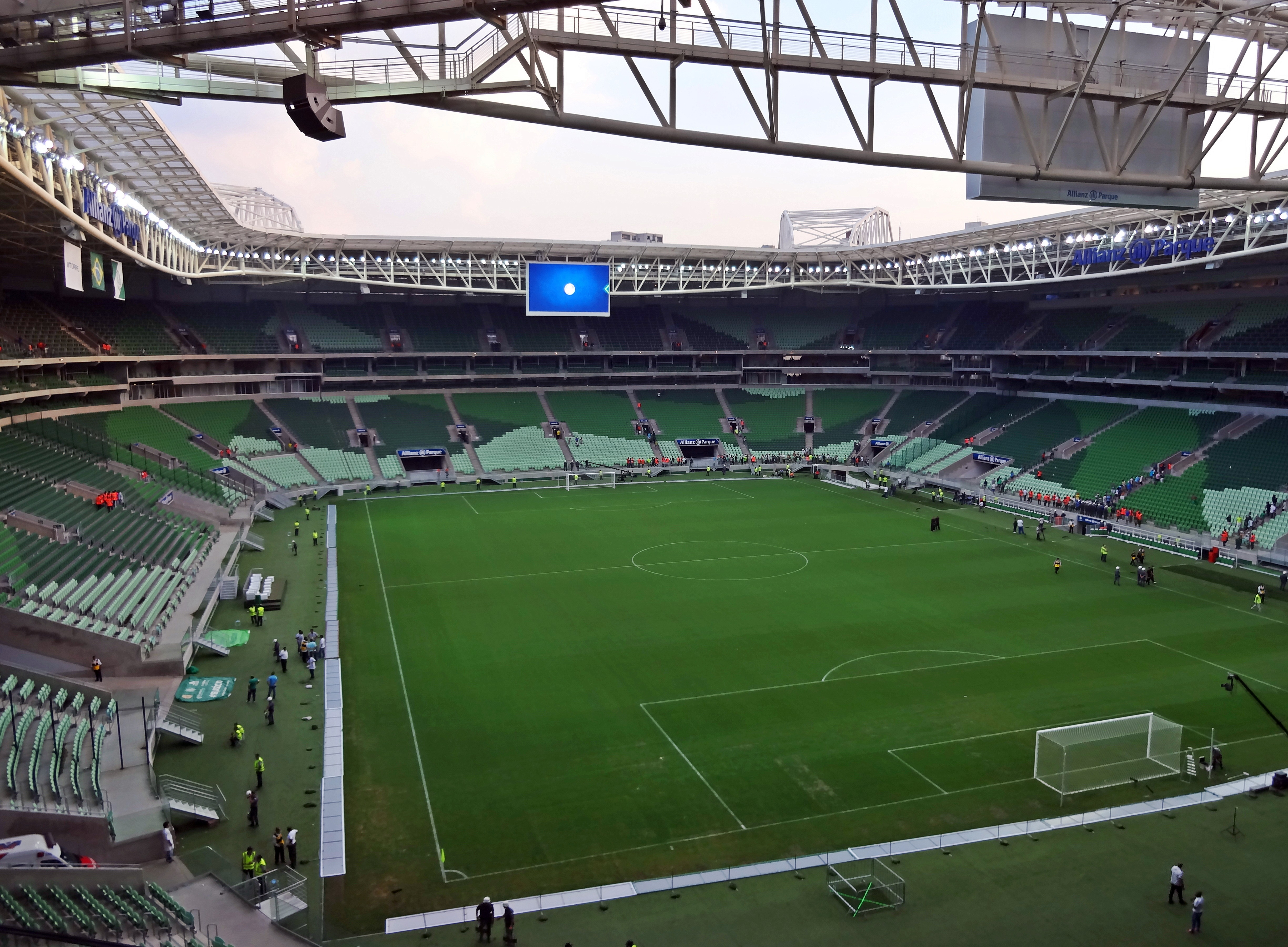
Arena Palestra Itália ( São Paulo)

## Outras cidades que demonstraram interesse
Além das dezoito candidaturas confirmadas, outras cidades brasileiras também demonstraram interesse.
- Dourados: chegou a ser candidata para ser subsede no Mato Grosso do Sul, mas essa ideia foi abandonada logo depois.[27]
- Guarulhos: o estádio estaria localizado próximo do Aeroporto Internacional de Guarulhos, entre as Rodovias Presidente Dutra e Ayrton Senna.[28]
- Jundiaí: outra cidade paulista que demonstrou interesse para ser uma das sedes da Copa do Mundo de 2014; seu projeto consistia na construção de uma arena multiúso, custeada pela iniciativa privada, entre as rodovias Anhanguera e dos Bandeirantes, o que facilitaria o acesso de torcedores vindos da capital do estado.[29]